# Tranvia del Chianti
La tranvia del Chianti è stata una linea tranviaria a vapore che collegava Firenze con i capoluoghi chiantigiani di San Casciano in Val di Pesa e Greve in Chianti.
Fu voluta principalmente da Emanuele Orazio Fenzi, banchiere ed esponente di una famiglia con interessi nel campo ferroviario, e da Sidney Sonnino, uomo politico rappresentante in parlamento il collegio del Chianti. Inaugurata per tappe a partire dal 1890, aveva il suo capolinea a Firenze in quella che divenne piazza Beccaria, raggiunse nel 1891 San Casciano in Val di Pesa e poi, nel 1893, Greve in Chianti.
Rimase in attività per 45 anni fino al 31 luglio 1935, giorno in cui il servizio fu soppresso.

## Storia
(Angelo Uleri, Le tranvie a vapore della Toscana, pagina 92)
.

### Premesse

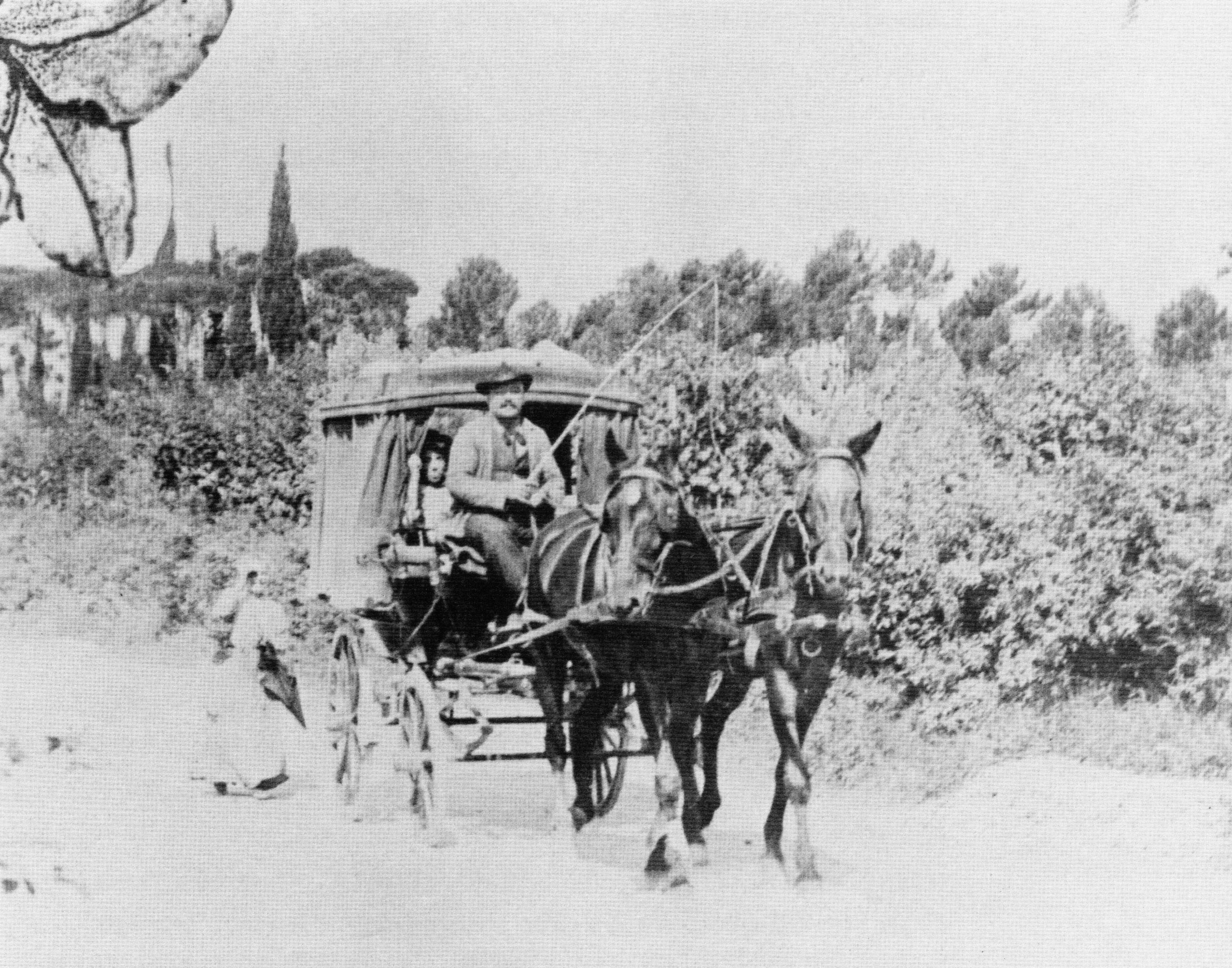
Il servizio di diligenze tra San Casciano e Mercatale ai primi del XX secolo

Prima dell'avvento della tranvia, i collegamenti tra Firenze, il Chianti e Siena erano affidati alle diligenze. A Firenze la più grande impresa operante nel settore era la "Diligenze Toscane" di proprietà di Luigi Orcesi, che, dalla sua sede in via Taddea, faceva corse regolari per Milano, Bologna, Roma, Napoli, Livorno e Pisa; altre aziende dei trasporti erano quella di Luigi Staderini con sede in Lungarno Acciaiuoli 10, che effettuava corse per Roma e Napoli sulla tratta San Casciano-Siena-Acquapendente; quella di Giuseppe Mazzarini detto Geppetto, che dal 1845 faceva corse solo fino a Siena; e infine quella di Francesco Fineschi, con sede in via della Mosca 7/R, che trasportava persone e merci tra Firenze e Figline Valdarno. Il servizio di diligenze offerto dal Mazzarini partiva da Firenze alle 6 del mattino e tornava solo il giorno dopo. Per Greve il servizio di diligenze si chiamava "Procaccia": effettuava un solo servizio al giorno andata-ritorno, partiva da via del Guanto ed era gestito da due famiglie grevigiane, i Danti e i Tirinnanzi, tra cui Giuseppe Tirinnanzi padre del pittore Nino Tirinnanzi.

### I primi progetti
La tranvia del Chianti fu voluta principalmente per l'interesse politico del deputato Sidney Sonnino, che aveva il proprio collegio elettorale nei comuni del Chianti fiorentino, e non poté rimanere indifferente alle loro pressioni. Infatti i suoi elettori erano rimasti molto delusi dal fatto che la regione chiantigiana fosse rimasta esclusa dalla ferrovia Centrale Toscana che, dopo Empoli, seguiva la valle dell'Elsa e dello Staggia, tagliando fuori la regione chiantigiana, e dalla ferrovia Firenze-Roma, transitante per Arezzo.
Gli interessi del deputato andarono a coincidere con le aspirazioni del banchiere fiorentino Emanuele Orazio Fenzi che da tempo desiderava realizzare un collegamento su rotaia tra Firenze e i comuni di San Casciano in Val di Pesa e Greve in Chianti dove aveva delle proprietà terriere.
Si iniziò a parlare di linea ferrata nel Chianti fin dal 30 novembre 1884, quando sul supplemento speciale n. 335 del giornale La Nazione, l'ingegnere francese Jean Louis Protche, progettista della ferrovia Porrettana, illustrò il progetto di una linea direttissima Bologna-Firenze-Roma, che nel tratto Bologna-Firenze era molto simile a quello poi realizzato nel 1934, ma da Firenze a Roma proponeva di passare su un percorso via Siena e Rapolano Terme. In quell'articolo il Protche affermava:
Il progetto riscontrò un immediato apprezzamento a Firenze tanto che, il 25 novembre seguente, il Comitato Popolare Fiorentino, dopo averlo approvato, lo inviò alla deputazione provinciale di Bologna; lo stesso progetto venne inviato a Roma al Ministero dei lavori pubblici, che lo apprezzò, ma a questo punto si ebbe la ribellione e la mobilitazione di Arezzo. Gli aretini si schierarono apertamente contro il progetto della Firenze-Siena-Roma ed anche contro la ferrovia Faentina, allora in fase di studio, e proposero, contro di essa, una via ferrata da Arezzo a Forlì. L'opposizione ebbe successo solo in parte, visto che riuscì ad affondare la Firenze-Siena-Roma facendo privilegiare il passaggio attraverso il Valdarno via Arezzo ma non la Faentina.
Il problema di un collegamento del capoluogo con i borghi posti sulle colline del Chianti rimase, così l'ingegnere David Duranti, Ingegnere Capo della Provincia di Firenze e acceso fautore della linea ferroviaria via Siena, fece un passo indietro e si schierò al fianco del progetto, molto più modesto, di una linea tranviaria a vapore per Greve in Chianti con tanto di diramazione per San Casciano in Val di Pesa, con però la possibilità di allungare il tratto grevigiano fino a Siena e quello sancascianese fino a Tavarnelle ed a Barberino Val d'Elsa.

#### Viale dei Colli o Valle di Carraia?

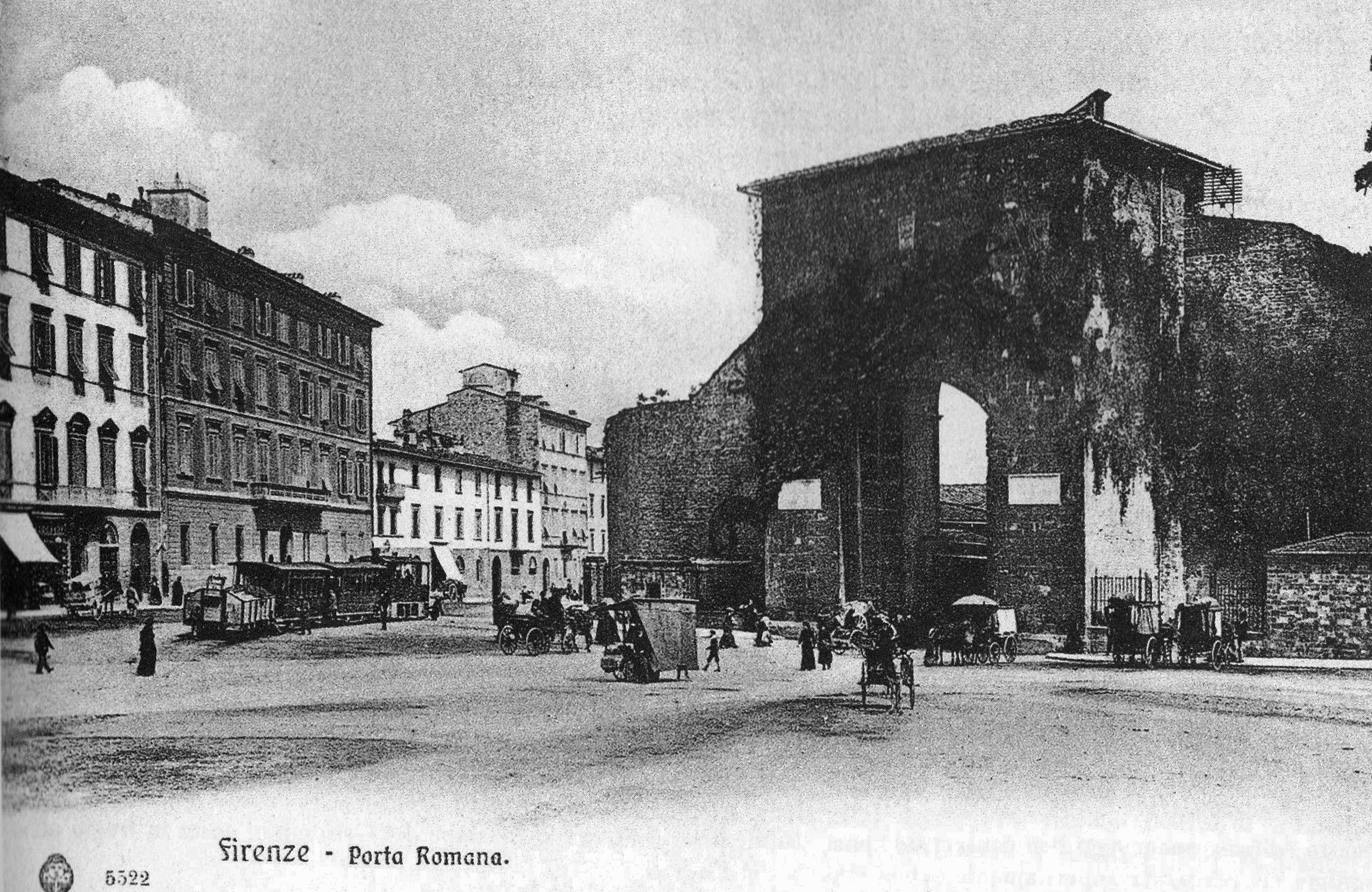
Un treno misto in sosta presso il capolinea di porta Romana

Subito dopo la presentazione del progetto gli esperti e la popolazione si divisero in due fazioni, i favorevoli e i contrari, con i contrari capitanati dall'architetto Giuseppe Poggi che, pur considerando intoccabile il suo capolavoro (il Viale dei Colli), si dichiarò favorevole alla tranvia a patto che subisse delle variazioni.
Lo scontro iniziò il 15 settembre 1887 quando l'ingegner Duranti sostenne il progetto davanti al consiglio provinciale e ne ottenne un notevole apprezzamento. Una seconda e fondamentale vittoria i fautori della tranvia la ottennero il 23 marzo 1888 quando la provincia di Firenze approvò la concessione per la tranvia del Chianti. Il 15 giugno dello stesso anno la provincia approvò una delibera in favore del progetto dell'ingegner Giuseppe Lenci richiesta dal signor Emanuele Orazio Fenzi rappresentante della Ditta Bancaria Emanuele Fenzi & C. di Firenze; il progetto prevedeva un preventivo di massima di lire 1 632 000 escluse le spese di armamento e dei rotabili, nonché tutta una serie di opere da costruire: un nuovo ponte di ferro al posto di quello sull'Arno all'altezza di san Niccolò, una nuova strada tra il Poggio Imperiale e le Due Strade nella valle del Gelsomino, la rettifica di ampi tratti della via Romana con la costruzione di due nuovi ponti a Rimaggio e a Testi e inoltre erano obbligatori dei consolidamenti ai ponti del Mulino del Diavolo, al ponte degli Scopeti, al ponte dei Falciani, alla Casellina e al ponte di sant'Angelo.
La risposta del Poggi arrivò il 7 giugno 1888, con un volantino distribuito per tutta la città e dintorni, nel quale si diceva:
La sua controproposta, presentata dall'ingegner Tito Gori, prevedeva una tranvia a cavalli lungo il Viale dei Colli mentre per quella a vapore si propose di passare per la valle di Carraia; in sostanza il tram subito dopo aver imboccato il viale dei Colli avrebbe bruscamente piegato a destra per transitare in via dei Bastioni, poi, per un tratto in sede propria lungo la valle di Carraia, si sarebbe immesso nel viale Galileo ed infine, attraverso il viale Torricelli, si sarebbe ricongiunta con il tracciato del Lenci. I fautori di questo progetto lo preferivano perché attraversava zone poco popolate ma soprattutto perché non passava per il viale dei Colli, dove si trovavano le ville di ricche e influenti personalità, atterrite all'idea di vedersi transitare di fronte alla porta di casa quella che loro stessi definivano rumorosa plebaglia; il loro pensiero d'altronde era già stato ben espresso dall'istanza presentata dall'ingegner Gori:
Il costo di questa variante era di lire 105 789,38. La risposta di Emanuele Fenzi fu chiara:
In una seconda istanza venne chiesto di spostare il binario dal centro della carreggiata ad uno dei viali laterali. Altre proteste vennero sia dal Sovrintendente ai Pubblici Giardini e Passeggi Angiolo Pucci, che paventava danni agli alberi, ai marciapiedi e alle panchine del viale e ancora dal Poggi che perso il primo assalto sposò la causa ambientalista con queste parole:
Ma il Fenzi aveva una risposta anche per questo supposto problema:
Emanuele Orazio Fenzi era un avversario dinamico e ostinato che, sfruttando l'influenza di Sonnino, riuscì a convincere il Municipio di Firenze ad accettare totalmente il suo progetto. A chiudere la vicenda fu il Ministro dei Lavori Pubblici Ubaldino Peruzzi, autore di una garbata ma ferma lettera indirizzata al Poggi nella quale chiuse la questione a favore del progetto originale della tranvia, scriveva tra l'altro il Peruzzi:

#### Limitazioni all'esercizio
Il comune però non poteva dimenticarsi delle richieste dei ricchi abitanti del Viale dei Colli e così, nel dare l'approvazione al progetto, inserì tutta una serie di norme e clausole che causarono alla tranvia un esercizio difficile e antieconomico, ma che probabilmente furono ispirate da un primo embrionale concetto di tutela dell'ambiente, dell'armonia dei luoghi e della privacy dei residenti.
- Venne imposto alla tranvia di avere due capolinea: uno a Porta alla Croce ed uno a Porta Romana; per quest'ultimo si fecero degli studi per un possibile allungamento fino alla nuova barriera daziaria posta nel viale Petrarca (chiamata Barriera di Sant'Orsola) e fino al ponte sospeso alle Cascine;
- la linea doveva essere dotata di un servizio telegrafico e in seguito del servizio telefonico, poi installato per volontà della società esercente;
- ogni carro doveva avere un vano riservato al servizio postale;
- lungo la linea le distanze progressive dovevano essere segnalate mediante segnali posti ogni 500 e 1000 m ed inoltre, per il tratto in sede propria, venne chiesto di far sorvegliare la linea da due guardiani i quali avevano l'obbligo di abitare nelle località servite;
- nel tratto per San Casciano in Val di Pesa era obbligatoria la presenza dei binari di salvamento, ma su questo intervenne il Ministero dei lavori pubblici che evitò la costruzione degli stessi, ma impose una velocità massima di 12 km/h e l'obbligo del freno continuo automatico Hardy, tanto che poi la linea fu costruita per questo tipo di impianto anche se non sono rimaste testimonianze che sia stato effettivamente in uso;
- i treni avevano il divieto di superare i 20 km/h ed era fatto divieto di utilizzare la doppia trazione[13] (viste le forti pendenze del tracciato questa norma affondò ogni possibile sviluppo del servizio);
- gli orari del servizio dovevano essere divisi in invernali ed estivi ed essere approvati dalla Prefettura il cui parere era insindacabile;
- i treni merci avevano l'obbligo di circolare solo di notte e su carri chiusi[15], ma non bastò neanche questo, visto che fu osteggiato il collegamento tra la stazione di Firenze Porta alla Croce e la stazione di Firenze Campo di Marte con numerosi cavilli burocratici tra cui uno che impose l'obbligo di un solo carro per convoglio, norma che rese insufficiente ed antieconomico il servizio[16];
- fu imposto l'obbligo di collocare i binari al centro della carreggiata dei viali per permettere il pubblico passeggio e il transito delle carrozze (questa norma venne fatta rispettare anche in quelle curve dove per esigenze tecniche il binario non poteva rimanere nel mezzo alla carreggiata con ulteriore dispendio di denaro per il costruttore);
- infine il comune si riservò il diritto di concedere più autorizzazioni per l'uso della linea anche ad altri concessionari, ma almeno concesse il rimborso spese per la manutenzione che rimaneva a carico del costruttore[11].

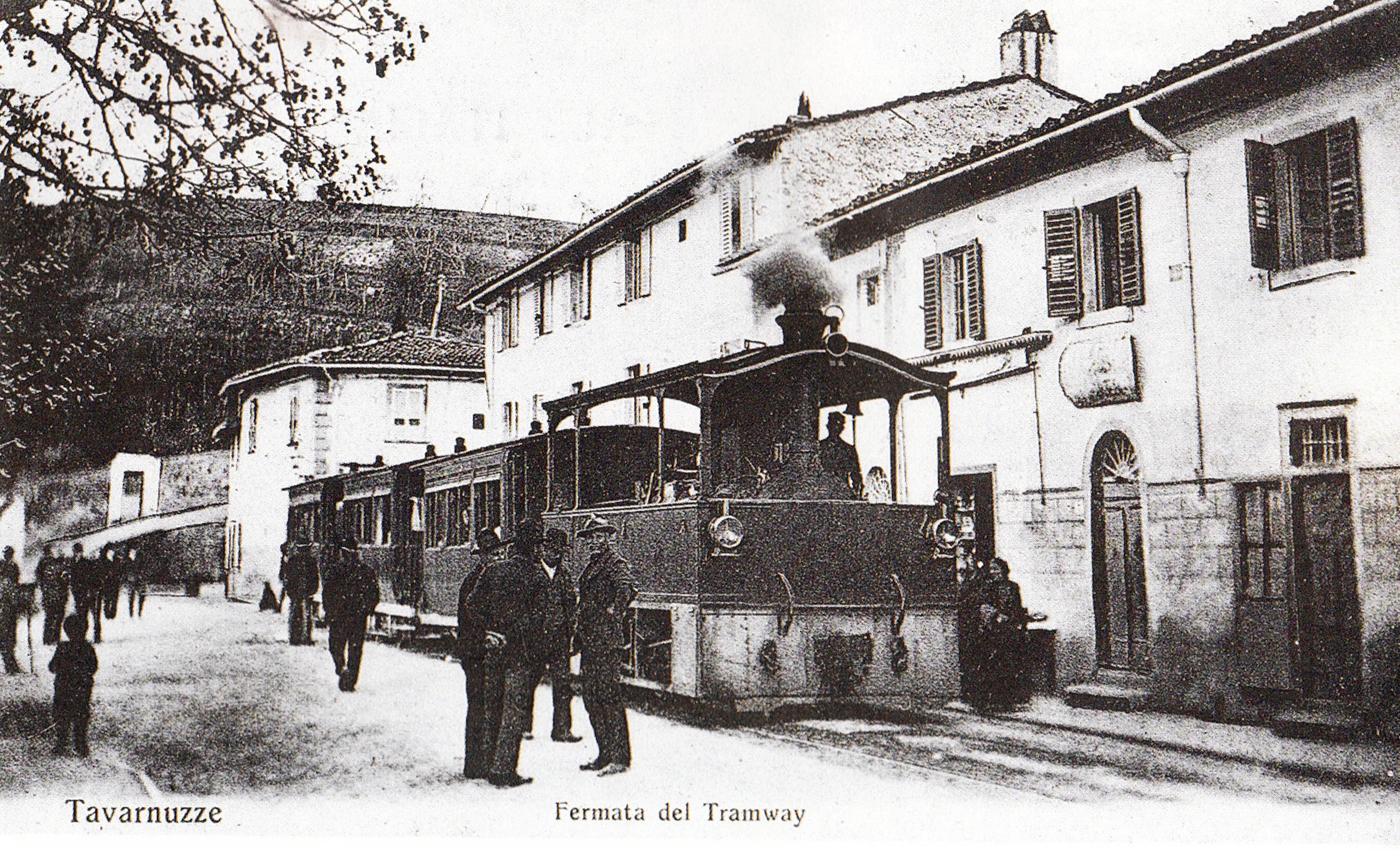
La originaria fermata di Tavarnuzze

#### La concessione del ministero
Le continue interferenze e le prese di posizione del notabilato fiorentino, che a volte rasentarono la pura violenza, non fermarono il progetto. Se il comune di Firenze fece di tutto per ostacolare il progetto, ben diverso fu il comportamento dei comuni di Greve in Chianti e di San Casciano in Val di Pesa: il comune sancascianese erogò un contributo a fondo perduto di 110 000 lire (in seguito salito a 140 000 lire) per 20 anni in favore della ditta Fenzi per costruire la linea.
L'istanza al Ministero dei trasporti venne presentata il 18 agosto 1888 e il decreto venne firmato il 18 dicembre 1888 dal ministro Giuseppe Saracco.
Il testo del decreto così recitava:
Una volta avuto il via libera ai lavori venne costituita nel 1889 la Società Italiana per la Tramvia del Chianti e dei Colli Fiorentini con sede in piazza della Signoria.

### Inizio del servizio

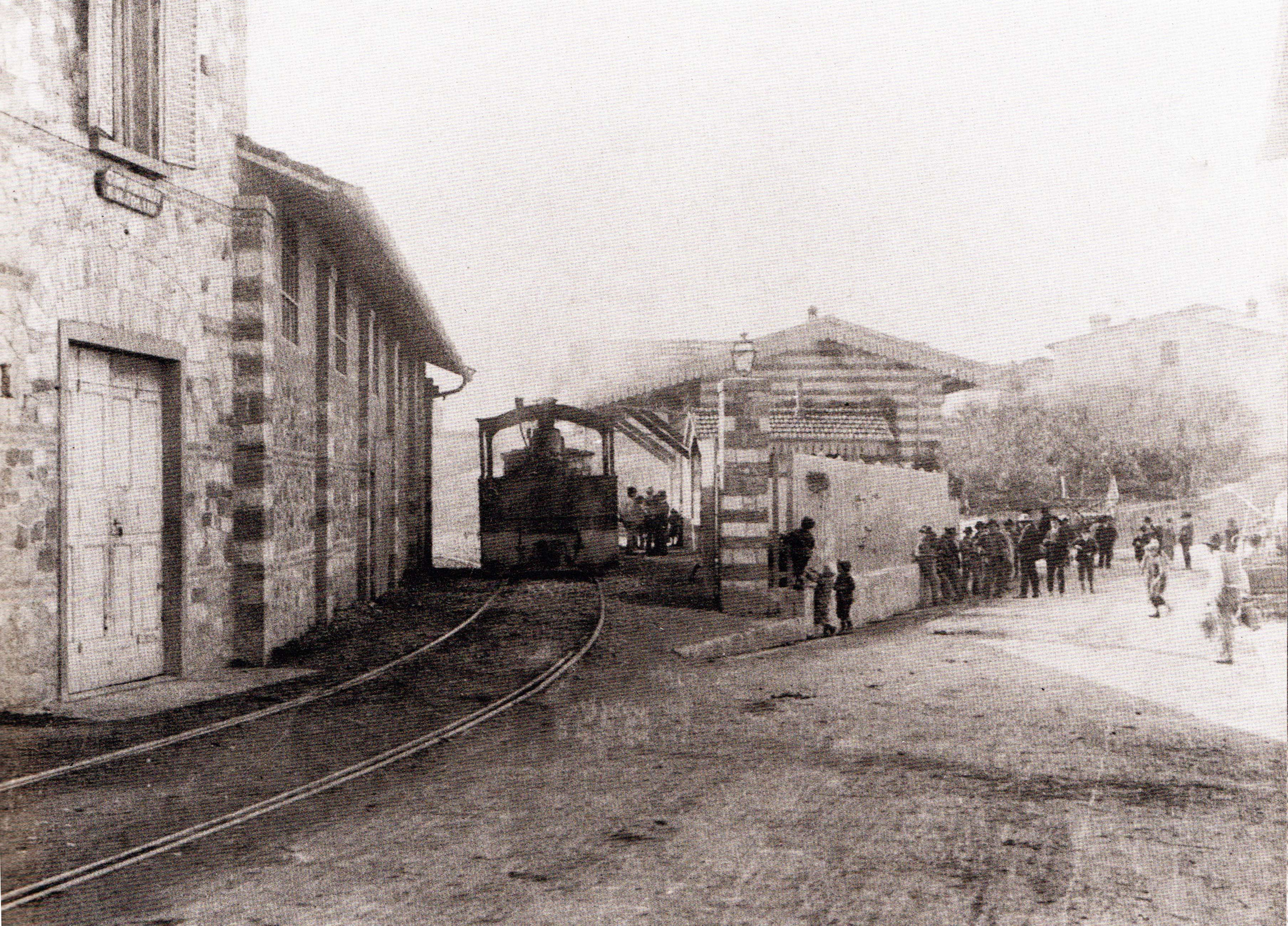
Convoglio in partenza dalla stazione di San Casciano

La tranvia fu inaugurata ufficialmente il 3 aprile 1893, ma l'apertura al traffico avvenne per singoli tronchi, via via che venivano completati. La cronistoria delle inaugurazioni è la seguente:
- 12 marzo 1890 da Porta Romana a Tavarnuzze[18] (6900 m)
- 20 maggio 1890 dalla Barriera di San Niccolò alla confluenza col tratto precedente (4600 m)
- 5 agosto 1890 da Porta alla Croce alla Barriera di San Niccolò (450 m)
- 5 agosto 1890 da Tavarnuzze al Ponte dei Falciani (5690 m)

In occasione dell'inaugurazione della linea fino ai Falciani sulla Nazione del 13 luglio 1890 era riportato:
- 21 maggio 1891 dal Ponte dei Falciani a San Casciano in Val di Pesa (4350 m) e con questo si completava la diramazione per San Casciano in Val di Pesa per una lunghezza di 16,640 m.

Per la linea di Greve le inaugurazioni furono:
- 19 febbraio 1891 dal Ponte dei Falciani a Ferrone (5000 m)
- 21 maggio 1891 da Ferrone a Passo dei Pecorai (4890 m)
- 1º marzo 1893 da Passo dei Pecorai alla stazione di Greve in Chianti

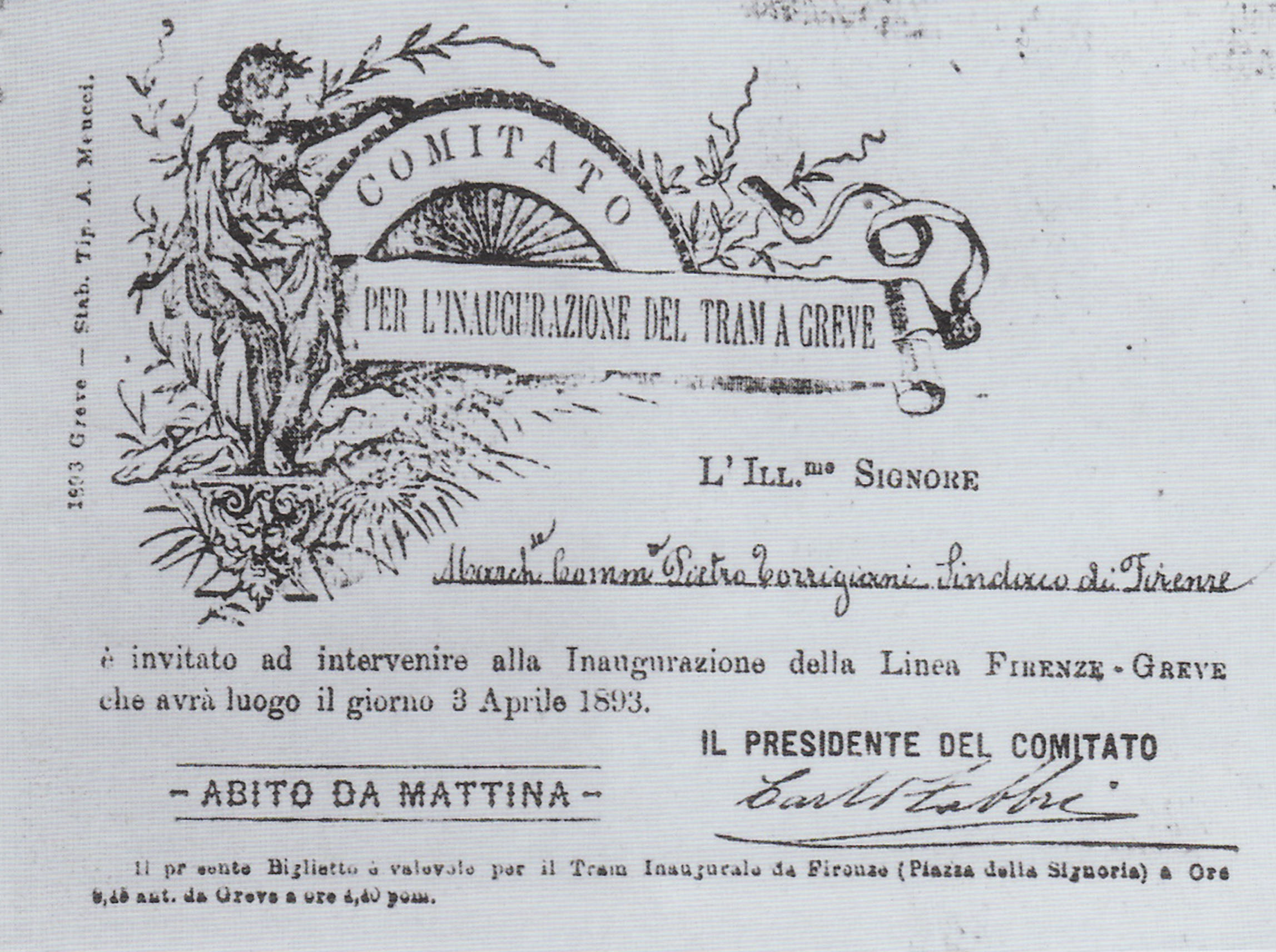
Biglietto d'invito per l'inaugurazione della linea a Greve in Chianti (1893)

Il 29 marzo 1893 avvenne l'atto di collaudo definitivo dell'intera linea compresa la diramazione per San Casciano; il collaudo fu effettuato dall'ingegner Edgardo Alessandro del Genio Civile.

#### Inaugurazione a San Casciano in Val di Pesa
Il periodico "Il Chianti" del 31 maggio 1891 riportò la cronaca dell'inaugurazione del tronco Falciani-San Casciano:

#### Dal fallimento della Banca Fenzi all'inaugurazione a Greve in Chianti

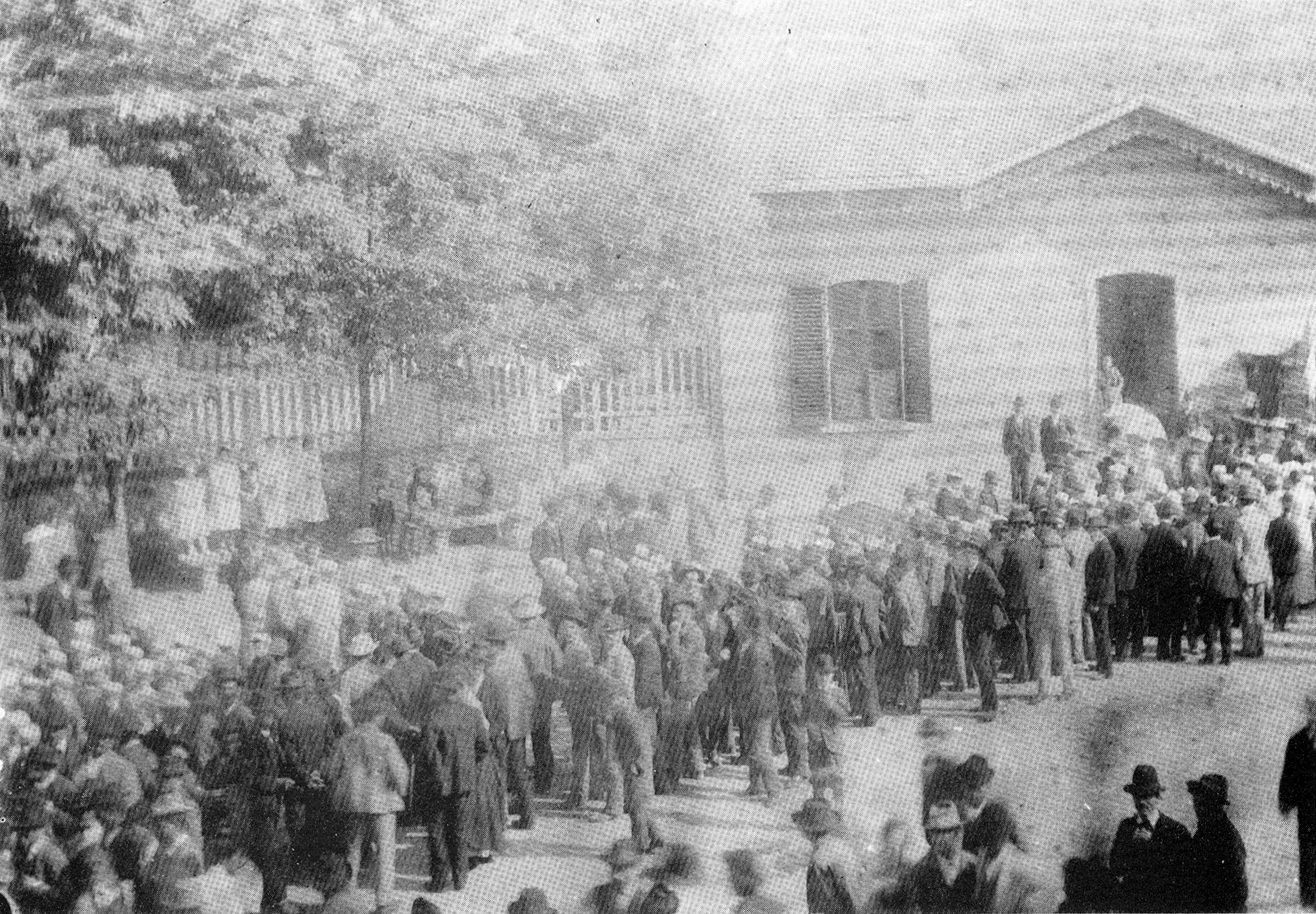
La stazione di Greve in Chianti il 23 novembre 1893, giorno dell'inaugurazione

Poco dopo l'inaugurazione del tronco fino a San Casciano i lavori sulla linea di Greve ebbero prima un brusco rallentamento ed in seguito si fermarono. Infatti nel gennaio del 1892 la Banca Fenzi dichiarò fallimento la cui conseguenza fu un blocco ai lavori del tram. Dopo la bancarotta del suo maggior azionista, la Società per la Tramvia del Chianti e dei Colli Fiorentini continuò a garantire il servizio sulle linee esistenti ma fu condannata a pagare i debiti ai creditori. La situazione si sbloccò il 24 settembre 1892, quando il consiglio di amministrazione della società accettò l'offerta di acquisto, per 1 750 000 lire, fatta da Ferdinando Cesaroni di Genova. Il 26 ottobre seguente fu stilato l'atto notarile di cessione e fu costituita la nuova società esercente la Tranvai Fiorentini che aveva la sua direzione amministrativa a Firenze in via dell'Arcivescovado 3.
I lavori ripresero e si arrivò al completamento della linea ed alla festa di inaugurazione a Greve. Il primo treno giunse a Greve in Chianti alle 12:08 di lunedì 3 aprile 1893.
In occasione di ogni inaugurazione, vennero effettuate grandi feste che testimoniavano l'enorme entusiasmo e le pari aspettative che l'opera suscitava. Interessante è l'articolo pubblicato da La Nazione il 5 aprile 1893, giorno dell'arrivo a Greve: nell'articolo è scritto che gli invitati si ritrovarono in piazza della Signoria dove, accompagnati dal suono della fanfara, salirono su tre carrozze di prima classe; queste carrozze, trainate da cavalli, condussero gli ospiti presso la stazione tranviaria posta nel luogo chiamato i Pratoni di Porta alla Croce (oggi incrocio tra il viale Antonio Gramsci e il viale Giuseppe Mazzini), dove vennero agganciate alla locomotiva "Niccolò da Uzzano". Il macchinista del viaggio inaugurale fu Lorenzo Boninsegni, il fuochista fu Attilio Bisoni e il capotreno fu Egisto Chelli, su tutti sorvegliò il cavalier Lenci. Durante il tragitto destò stupore soprattutto il tratto in sede propria di 4 km (dal ponte del Casino al ponte di Rimaggio) che transitava in una stretta gola del fiume Greve, sotto al castello di Vicchiomaggio. A Greve c'erano ben 6 000 persone ad attendere il treno; la cittadina fu imbandierata e ad accogliere il convoglio vi furono undici orchestre filarmoniche che suonarono all'unisono la Marcia reale. Il giorno dell'inaugurazione la stazione grevigiana non era ancora pronta e così il treno si fermò a una stazione provvisoria posta 200 m a valle. Una volta scesi, i passeggeri attraversarono il paese dove lungo il tragitto che li porta in piazza vennero realizzati numerosi archi di trionfo. In piazza erano presenti tutte le autorità civili e religiose della zona tra cui spiccava l'onorevole Sidney Sonnino.
La nuova società di gestione capitanata dal Cesaroni si rivelò ben presto come un'impresa mirante a una mera speculazione finanziaria, tanto che il servizio fu persino peggiore di quello fornito dalla società precedente. La sua avventura fu breve e tra la fine del 1896 e i primi del 1897 la società esercente venne assorbita dalla Société Générale des Chemins de Fer Economiques che aveva sede a Bruxelles che per questo fu ribattezzata la Belga.
Nell'entusiasmo suscitato dal nuovo mezzo il comune di Greve si fece promotore di un comitato, che il 15 marzo 1897 stilò un progetto per il potenziamento della tranvia e per la sua prosecuzione fino a Siena.

#### Elettrificazione, disagi ed incidenti
Il 26 luglio 1899 si iniziò ad elettrificare la linea; il primo tratto in cui venne eliminata la trazione a vapore fu quello da Porta alla Croce al Gelsomino. In seguito la nuova trazione fu estesa fino a Tavarnuzze, raggiunta il 16 settembre 1907 con numerosi benefici per tutti; a questa data il tratto a vapore si ridusse a circa 33 km. Con l'inizio dell'elettrificazione, paradossalmente, i disagi per i viaggiatori chiantigiani aumentarono: infatti quando arrivavano al cambio di trazione i passeggeri erano costretti al trasbordo, perché fu ben presto chiaro che le motrici elettriche non erano in grado di trainare i pesanti convogli staccati dalla locomotiva a vapore.

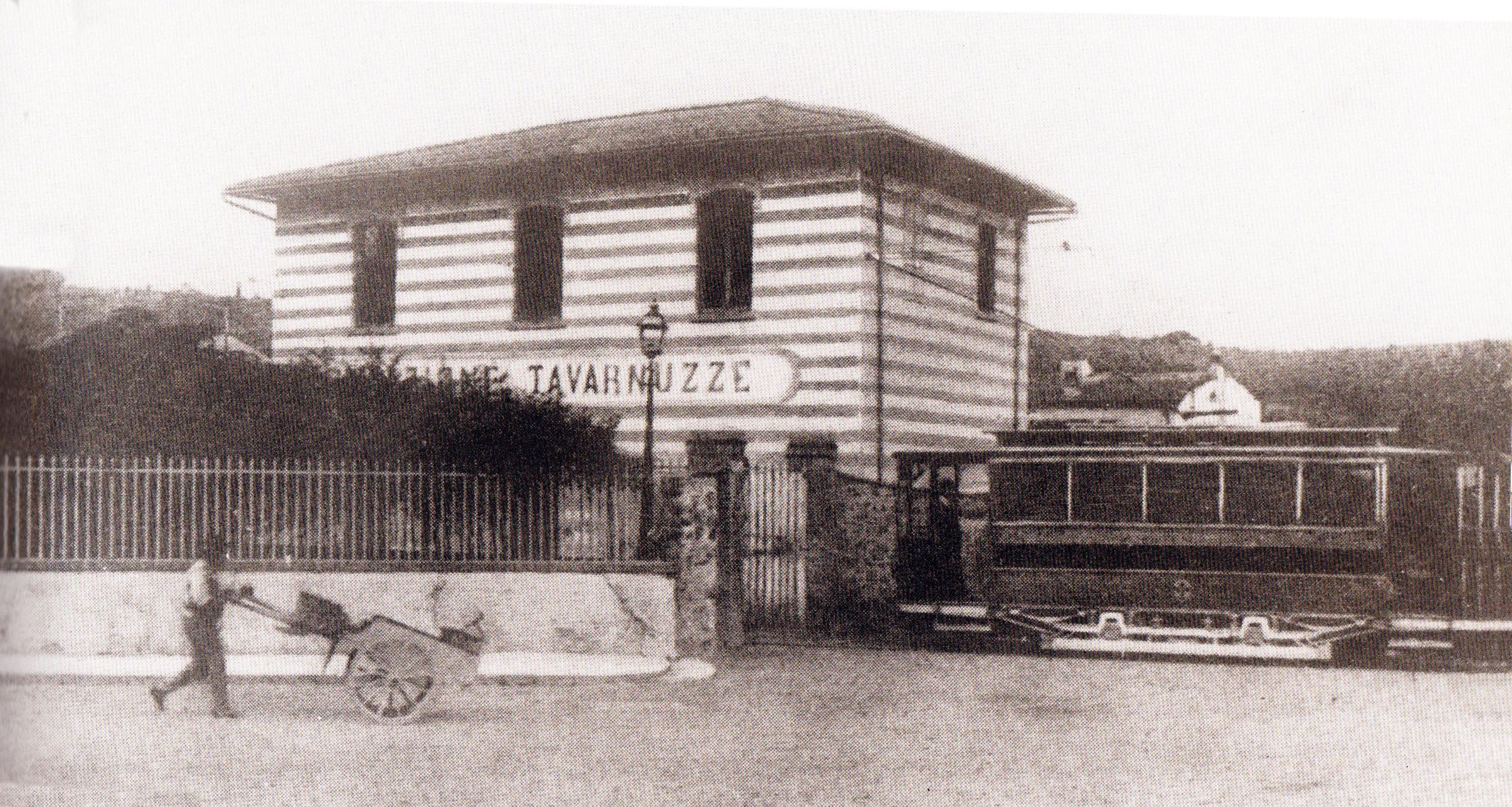
Tram elettrico in sosta davanti alla stazione di Tavarnuzze

Le nascenti complicazioni ed i vari interventi di manutenzione necessari portarono la società esercente a riconsiderare l'importanza della tranvia chiantigiana, facendo capire che era destinata a una lenta ma inesorabile devitalizzazione; ma su questo il comune di Greve ingaggiò una lunga battaglia per la difesa della tranvia durata un trentennio.
Ma negli anni d'oro del servizio i problemi erano altri. Gli abitanti della zona del viale Petrarca, ovvero poco oltre il capolinea di porta Romana dove veniva parcheggiato il materiale rotabile, cominciarono a lamentarsi del gran frastuono che veniva fatto, anche nelle ore notturne, per la movimentazione dei materiali. Le ragioni delle lamentele erano comprensibili: sotto le loro finestre transitavano in media 66 convogli trainati da locomotive da 120CV ed inoltre i carri merci venivano lasciati in sosta lungo i binari posti nel viale, cosa che per la società di allora era inconcepibile. Il comune di Firenze intervenne e vietò il carico e lo scarico delle merci tra le ore 15 e le ore 17.

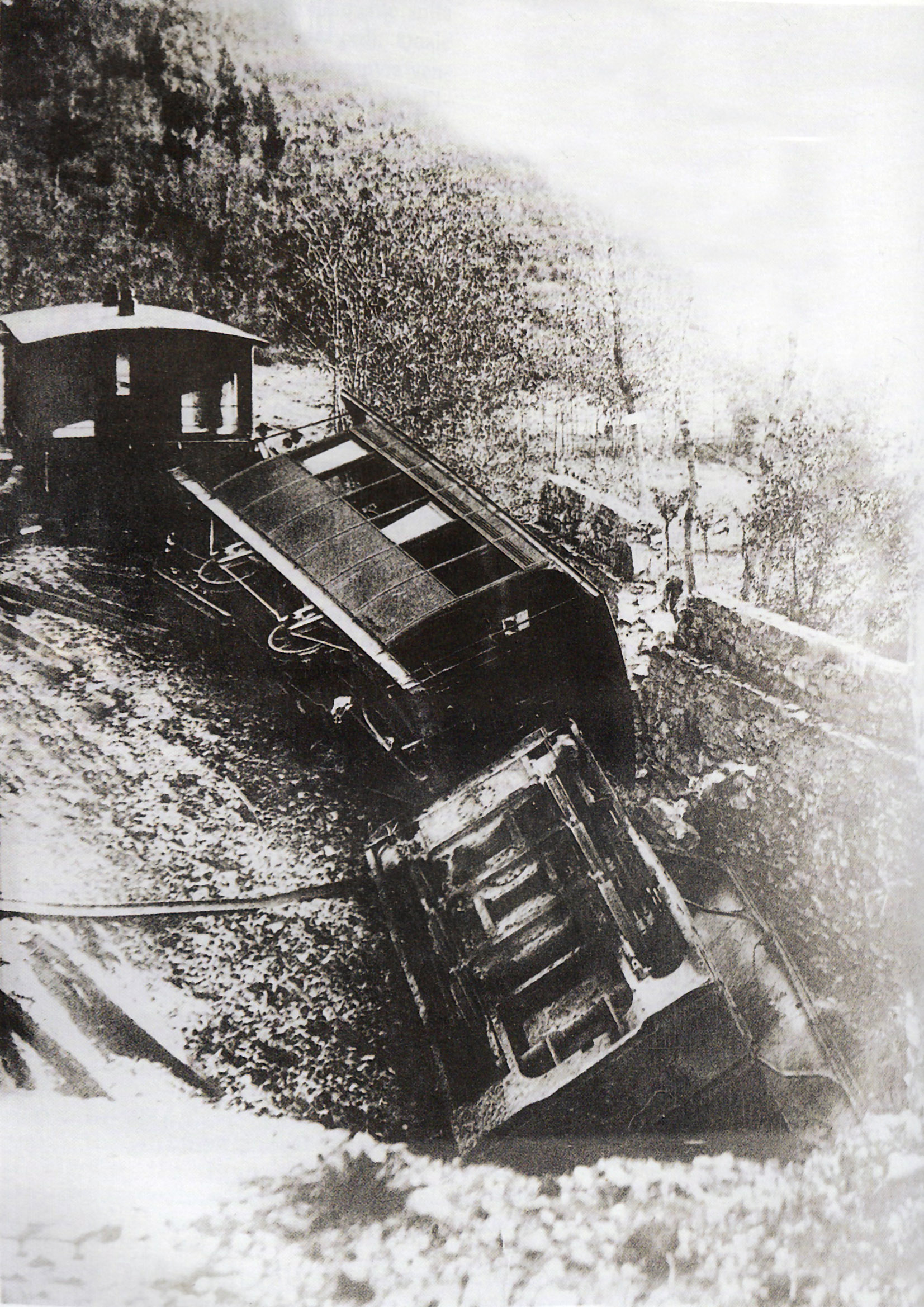
Incidente del 13 novembre 1907

I viaggiatori dovettero affrontare anche nuove problematiche: ad esempio il 7 aprile 1900 la società esercente venne pesantemente multata perché il treno delle 19:06 partì alle 19:40. Questo era accaduto dopo che degli operai muniti di biglietto a tariffa ridotta, non trovando spazio, avevano invaso le carrozze di prima classe con sconcerto dei ricchi viaggiatori che denunciarono il fatto alle autorità e che non furono soddisfatti neanche dopo che alla stazione del Gelsomino il capostazione locale fece aggiungere un'altra carrozza di seconda classe per gli operai invasori. I viaggiatori di prima classe fecero altre rimostranze ed a quel punto venne elevata una seconda multa per composizione irregolare del convoglio.
L'11 aprile 1903 il treno proveniente da San Casciano giunto alle 17:35 all'angolo di Poggio Imperiale sviò, e per rimetterlo sui binari vennero usate delle binde. Il 17 agosto dello stesso anno accadde un altro incidente ben più rischioso: il convoglio proveniente da San Casciano imboccò la discesa che conduceva a Porta Romana a forte velocità e, solo grazie al controvapore ed alla prontezza dei conduttori della prima e della seconda carrozza, riuscì a fermarsi in tempo; la mancata frenatura non era stata causata da un guasto meccanico ma dall'assenza del conduttore della terza carrozza che non si era presentato in servizio. Saputo l'accaduto e incurante del fatto che non ci fossero stati feriti, il comune di Firenze fece tutta una serie di intimidazioni ai gestori i quali risposero cercando di far rientrare nel giusto binario un evento gonfiato a dismisura. La storia trovò conclusione solo dopo che la società di gestione prese dei provvedimenti disciplinari nei confronti del capotreno.
Negli anni successivi vi furono altri due gravi incidenti; uno avvenne la mattina del 13 novembre 1907 in località Testi, quando a causa di una frana causata dalle forti piogge dei giorni precedenti, il binario su cui transitava il treno precipitò nel fiume Greve causando numerosi feriti; il bilancio di questo incidente fu modesto grazie al valore del macchinista Giuseppe Testi, che percepì il cedimento del terreno: intuendo il deragliamento riuscì a frenare azionando il controvapore. La locomotiva si rovesciò e Testi e il suo fuochista rimasero intrappolati all'interno; solo più tardi vennero messi in salvo. Per il suo gesto il sindaco di Greve conferì al macchinista un encomio solenne e un premio in denaro. Un altro grave incidente avvenne l'11 dicembre 1913 in località Le Strette, nei pressi dei Falciani, quando due convogli provenienti da opposte direzioni si scontrarono frontalmente: anche stavolta ci furono numerosi feriti e le due locomotive andarono distrutte.
Il secondo incidente fu l'occasione per invocare a nome di tutta la cittadinanza chiantigiana un servizio più sicuro, più veloce, con un numero di corse maggiore e soprattutto per chiedere, nuovamente, che la tutta la linea venisse elettrificata. L'elettrificazione di tutta la linea venne progettata, ma non fu realizzata, in quanto si cominciava ad affacciare sul mercato un nuovo mezzo di trasporto più economico ed efficiente: l'autobus.

### Il declino

#### La concorrenza dell'autobus

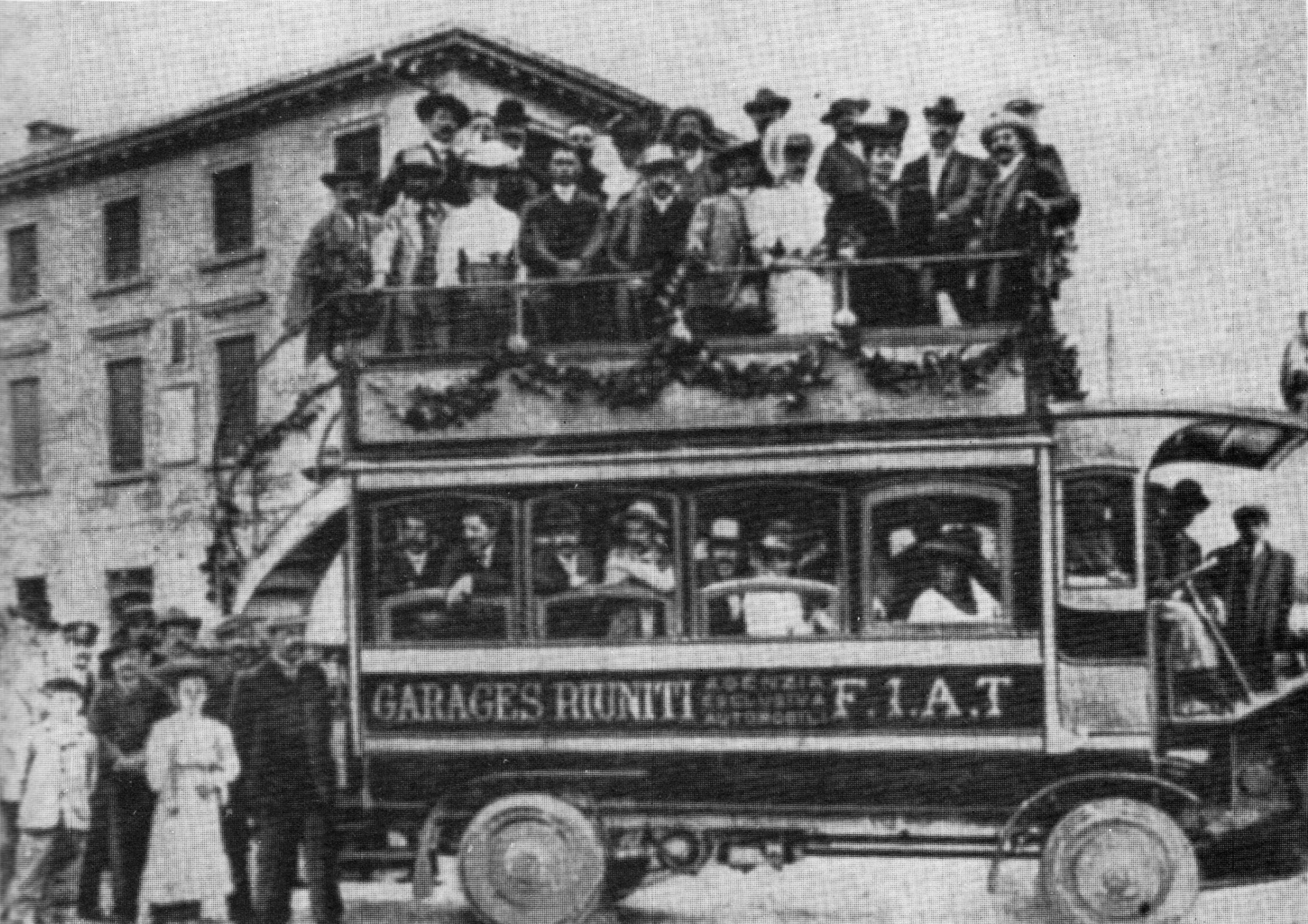
L'inaugurazione del servizio automobilistico sulla tratta Firenze-San Casciano-Siena nel 1922

I primi autobus per il trasporto pubblico iniziarono a circolare a Firenze solo nel 1927 ma sulle linee extraurbane il servizio funzionava già da tempo. Negli anni che precedettero la prima guerra mondiale, la SITA era riuscita a ottenere, in via sperimentale, di esercitare un servizio sulla linea Firenze-Siena passando per Greve. Il servizio venne interrotto durante la guerra, ma fu ripreso subito dopo. La concorrenza tra l'autobus e la tranvia era iniziata.
La "caffettiera", così era bonariamente chiamata la locomotiva che faceva servizio su questa linea, ormai non era più in grado di soddisfare le esigenze degli utenti. I motivi erano molteplici: le corse erano poche, a Tavarnuzze era obbligatorio cambiare a causa del diverso sistema di trazione (da elettrico a vapore e viceversa) con conseguente allungamento dei tempi di percorrenza, tempi che già erano lunghi (da Greve in Chianti a Porta Romana si impiegavano circa due ore (1 ora e mezza da San Casciano in Val di Pesa).
Nel 1917 la SITA iniziò a svolgere delle regolari corse di autobus sulle linee Firenze-Siena e Firenze-Volterra con passaggio per San Casciano in Val di Pesa via Falciani. Con l'autobus, San Casciano in Val di Pesa veniva collegato con il centro di Firenze in circa trentacinque-quaranta minuti.
Per tutelare la tranvia, l'Ispettorato delle Ferrovie-Tramvie di Firenze impose alla SITA di far passare i suoi autobus non più dai Falciani, ma dalla via Volterrana, con un allungamento dei tempi enorme. Questa decisione causò un lungo contenzioso tra l'amministrazione comunale di San Casciano in Val di Pesa e l'Ispettorato. Tale situazione durava ancora nel 1928, quando il Podestà di San Casciano in Val di Pesa, il generale Michele Polito, inviò un accorato appello al Ministero dei trasporti, descrivendo il problema:
Nel 1928 anche la SITA entrò nella vicenda e fece sapere che avrebbe molto gradito che le fosse consentito di tornare al precedente itinerario, quello via Falciani, ma in subordine le andava bene anche di passare dalla via degli Scopeti.
Un nuovo appello venne presentato al ministero dal podestà di San Casciano il 21 dicembre 1928, nel quale si chiedevano dei miglioramenti al materiale rotabile e infine un'ultimissima istanza fu presentata il 27 febbraio 1929 alla "Direzione dei Tramways fiorentini". In tale appello si chiedeva, oltre al ritorno degli autobus sulla linea più comoda, anche un potenziamento della linea tranviaria con l'istituzione di una quarta coppia di corse sul tratto Firenze-San Casciano in Val di Pesa, ottenendo in risposta un netto rifiuto così giustificato:

#### La battaglia in difesa del servizio
Gli appelli del podestà sancascianese descrivevano una situazione reale. Infatti già all'inizio del XX secolo la linea, intensamente sfruttata, appariva usurata, tanto che nel 1906 i comuni di San Casciano in Val di Pesa e Greve in Chianti erano stati costretti alle vie legali contro la società di gestione per il deplorevole stato in cui si trovava. La prima guerra mondiale acuì la crisi ed un viaggio sulla tranvia diventava una vera avventura: gli orari non venivano rispettati e le condizioni della linea peggioravano al punto da non offrire più la minima sicurezza. I disservizi erano dovuti anche all'uso della lignite del Valdarno al posto del carbone, impiegato per scopi bellici, ed al fatto che il personale era stato inviato sotto le armi. Si arrivò al punto che spesso, durante il viaggio, i passeggeri dovevano scendere e andare nei boschi a tagliare un po' di legna per alimentare il treno. Finito il conflitto, il carbone cominciò lentamente a ritornare ma al materiale rotabile venne fatta poca manutenzione lo stesso: la situazione economica della Società dei Tramways era disperata e tutti gli interventi migliorativi vennero rimandati a data futura.

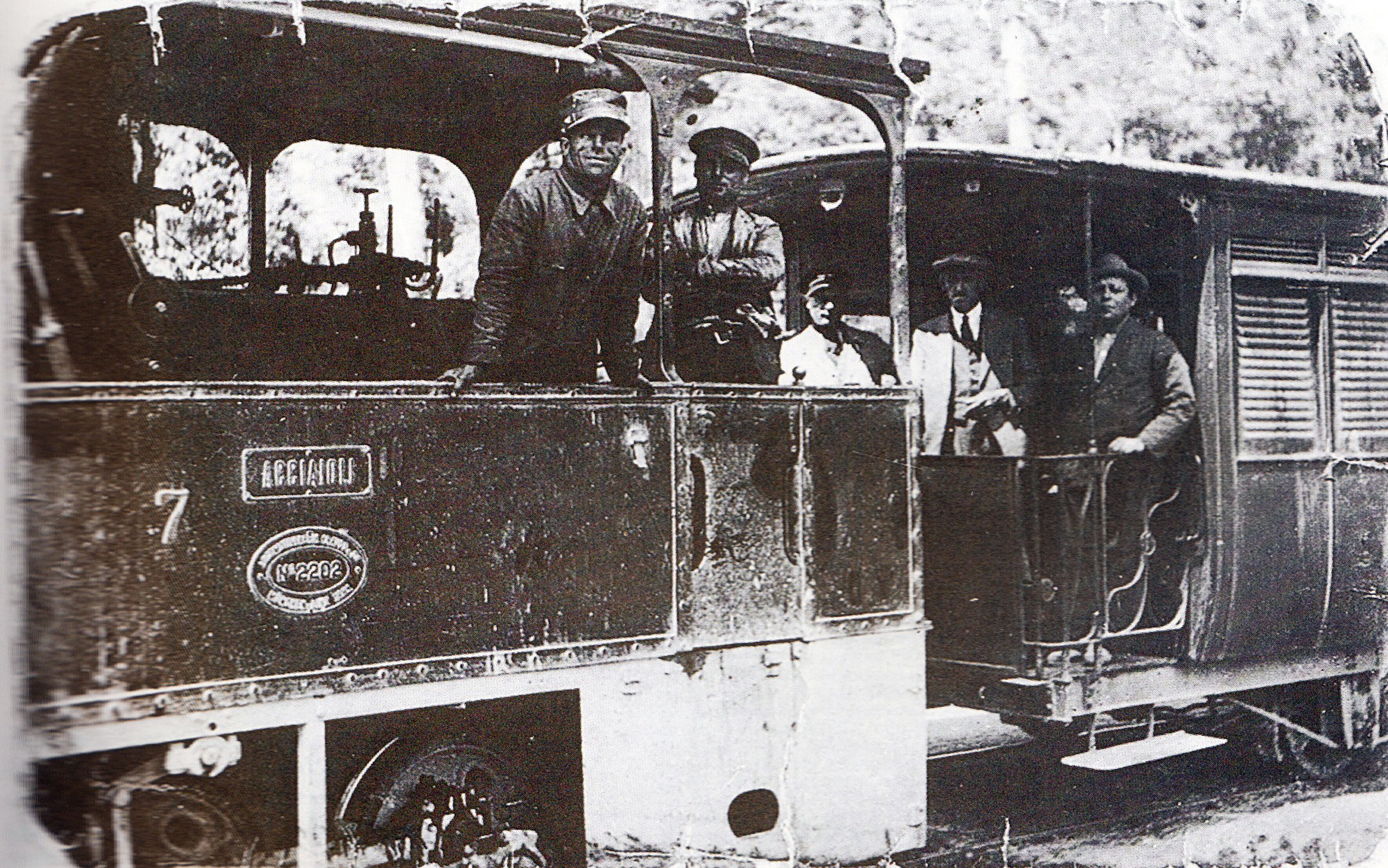
La locomotiva n. 7 "Acciaioli", con il macchinista Giovanni Furini e il fuochista Giovanni Barucci

Nel 1921 la società esercente prima propose di elettrificare la linea ma subito dopo cambiò idea e scelse di sostituire il servizio tranviario su ferro con autobus. Si opposero strenuamente i comuni di Greve in Chianti e, in misura minore, quello di San Casciano in Val di Pesa, così il proposito venne, per il momento, accantonato.
La differenza di reazioni tra i due comuni era dovuta al fatto che per San Casciano in Val di Pesa perdere la tranvia tutto sommato era quasi un affare: per mantenerla doveva sborsare ogni anno una cifra ingente pur essendo conscio che i suoi abitanti non l'avrebbero usata, preferendo, per il trasporto personale, i più comodi autobus, anche se avevano una tariffa più alta del 20% rispetto alla tranvia, mentre per il trasporto merci gli autocarri ormai erano abbastanza diffusi. A Greve in Chianti invece il tram era ben accetto.
Nel 1932 la Società Belga, gestore della linea del Chianti e dal 1926 di tutte le reti elettrificate ed a vapore dell'area fiorentina, fece sapere di voler sopprimere la linea, così come negli anni immediatamente successivi alla fine della guerra erano state via via soppresse le altre linee a vapore. Fu ancora battaglia.
In questa seconda battaglia si distinse soprattutto il periodico "Il Chianti", che si stampava a Greve, il quale pubblicò tra il febbraio e il marzo del 1932 tutta una serie di articoli in cui si sosteneva l'indispensabilità della tranvia e la sua insostituibilità con altri mezzi di trasporto. Per mantenerla in vita chiesero ai gestori di impegnarsi in dispendiosi lavori di ammodernamento e anche in un abbassamento delle tariffe, che veniva visto come il vero motivo della crisi della linea. Ma erano stati proprio i maggiori costi di esercizio che avevano fatto decidere per la soppressione. Si chiedevano inoltre delle rettifiche al tracciato, la sostituzione delle locomotive a vapore con automotrici a gasolio, la soppressione delle fermate minori e la rivisitazione delle tariffe merci che avevano costi enormi, tanto che un collo spedito dalla stazione di Campo di Marte a Greve pagava quattro volte la tariffa del trasporto da Campo di Marte a qualsiasi località italiana.
Nella sua battaglia Greve in Chianti si rivolse anche al Ministro Galeazzo Ciano, senza esito, ma principalmente tentò di coinvolgere il comune di San Casciano in Val di Pesa. In un accorato appello al collega sancascianese il podestà di Greve in Chianti non solo chiese appoggio, ma fece velatamente sapere, come un avvertimento, che quella battaglia era condivisa da due altissimi esponenti del regime fascista.
Per tutta risposta il podestà di San Casciano in Val di Pesa, a nome della popolazione, chiese al Prefetto di Firenze la soppressione del tram e la sua sostituzione con mezzi più efficienti; nella missiva dichiarò inoltre di sentirsi offeso per il modo in cui il direttore de "Il Chianti" e il podestà di Greve lo avevano trascinato nella contesa senza averlo neanche contattato e inoltre non avevano neanche rettificato, come lui aveva richiesto, queste notizie false.
Ma la concorrenza della SITA era serrata: ormai gestiva tutti i servizi su gomma per San Casciano, per Mercatale per Greve e per Siena.

#### Fine del servizio
A causa del debito accumulato nei confronti della società Valdarno, la Società dei Tramvai Fiorentini e del Chianti fallì il 24 settembre 1934 con sentenza del Tribunale Civile di Firenze. Tutto quanto apparteneva alla società venne acquistato dal comune di Firenze.

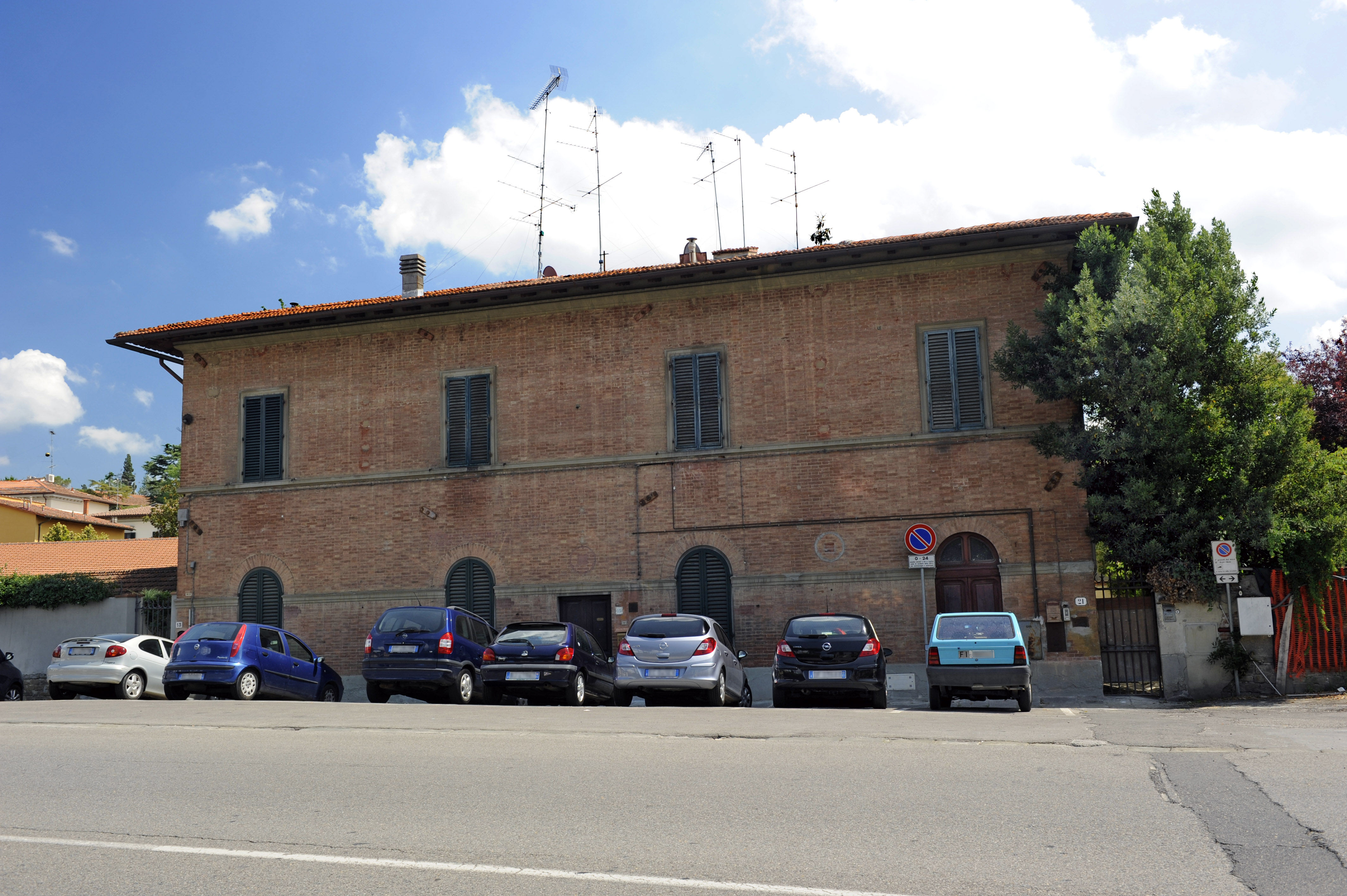
L'edificio che ospitava la stazione del Gelsomino

La linea fu soppressa il 31 luglio 1935 dopo 45 anni di attività e con essa cessava di esistere la rete extraurbana a vapore dell'area fiorentina. Il tram era stato definitivamente sostituito dalle corriere rosse della SITA, chiamate appunto "le Rosse". L'ultima corsa da San Casciano in Val di Pesa avvenne il giorno successivo quando alle ore 17:00 partì un treno merci che raccolse tutto quanto poteva caricare.
La locomotiva era la "Vittoria" e alla guida il macchinista Giovanni Furini. A Greve in Chianti invece il servizio terminò lo stesso 31 luglio quando dalla stazione partì un treno merci con tutto il materiale da portare via. La locomotiva era la numero 10 "Greve" e partì alle 20:15.
Il servizio passò dunque alla STU-FIAT, che in base a una convenzione col comune di Firenze aveva ottenuto l'esclusiva sia sull'esercizio di tutte le linee tranviarie urbane ed extraurbane dell'area fiorentina attive in quel momento, sia la gestione di tutte le linee che sarebbero state istituite nel periodo di concessione di 9 anni. Il nuovo servizio doveva essere effettuato su mezzi di proprietà FIAT; questi mezzi dovevano avere una capienza di 35-40 posti a sedere. La FIAT doveva garantire un minimo di 4 coppie di corse giornaliere tra Firenze e Greve e minimo 8 corse giornaliere tra Firenze e San Casciano; la FIAT per effettuare il servizio si appoggiò alla società SITA. Inoltre doveva garantire un servizio merci, ma questo non fu mai effettuato, tanto che nel 1937 il periodico "Il Chianti" scriveva:
La chiusura della tranvia comportò dunque un peggioramento della situazione economica di diverse aziende chiantigiane.
Il personale fu assorbito dalle tranvie fiorentine, gli impianti smantellati e nella primavera del 1940 le rotaie furono divelte per farne dono alla Patria. Una delle vecchie motrici fu inviata alle cave di Carrara e riadibita al trasporto dei blocchi di marmo. La caldaia della motrice "Pier Vettori" fu portata negli uffici della direzione e usata per anni come impianto di riscaldamento. L'edificio della stazione di Greve in Chianti già dal 1912 era stato affiancato da garage della SITA e continuò a svolgere la funzione di terminal degli autobus e magazzino del comune fino al 1970 quando venne abbattuto; al suo posto sorge ancora la fermata degli autobus e nell'area un tempo destinata allo sviluppo delle rotaie sono state costruite delle abitazioni. La stazione sancascianese ebbe un destino simile: fermata per gli autobus e in seguito sede del consorzio agrario locale. Il fabbricato viaggiatori è stato abbattuto nel dicembre del 1983 e nell'area retrostante è stato realizzato un parcheggio.
Destino diverso per la stazione di Tavarnuzze: l'edificio (chiamato dai locali "il birillo") è ancora in piedi anche se versa in uno stato di totale abbandono, ma intorno ad esso sorgono un parcheggio e una pineta con parco pubblico. Dal 2013 la stazione è coinvolta nel progetto di ammodernamento della piazza di Tavarnuzze; anche la stazione del Gelsomino è in piedi e in ottimo stato, riconvertito ad uso privato. Ad eccezione della rimozione delle rotaie niente è cambiato negli edifici delle fermate dei Falciani, del Passo dei Pecorai e del ponte di Gabbiano, che ospitano delle trattorie. Tutto il resto è scomparso.

## Caratteristiche
| Unknown route-map component "uexKBHFa" |

| Unknown route-map component "uexHST" |

| Unknown route-map component "uexhKRZWae" |

| Unknown route-map component "uexHST" |

| Unknown route-map component "uexHST" |

| Unknown route-map component "d" | Unknown route-map component "uexABZgl" | Unknown route-map component "uexdKBHFeq" |

| Unknown route-map component "uexHST" |

| Unknown route-map component "uexHST" |

| Unknown route-map component "uexHST" |

| Unknown route-map component "uexhKRZWae" |

| Unknown route-map component "uexHST" |

| Unknown route-map component "uexHST" |

| Unknown route-map component "uexHST" |

| Unknown route-map component "uexHST" |

| Unknown route-map component "uexHST" |

| Unknown route-map component "uexhKRZWae" |

| Unknown route-map component "uexdKBHFaq" | Unknown route-map component "uexABZgr" | Unknown route-map component "d" |

| Unknown route-map component "uexHST" |

| Unknown route-map component "uexHST" |

| Unknown route-map component "uexhKRZWae" |

| Unknown route-map component "uexHST" |

| Unknown route-map component "uexhKRZWae" |

| Unknown route-map component "uexHST" |

| Unknown route-map component "uexhKRZWae" |

| Unknown route-map component "uexHST" |

| Unknown route-map component "uexhKRZWae" |

| Unknown route-map component "uexHST" |

| Unknown route-map component "uexKBHFe" |

La linea era una tranvia isolata a carattere interurbano a singolo binario.

### Percorso

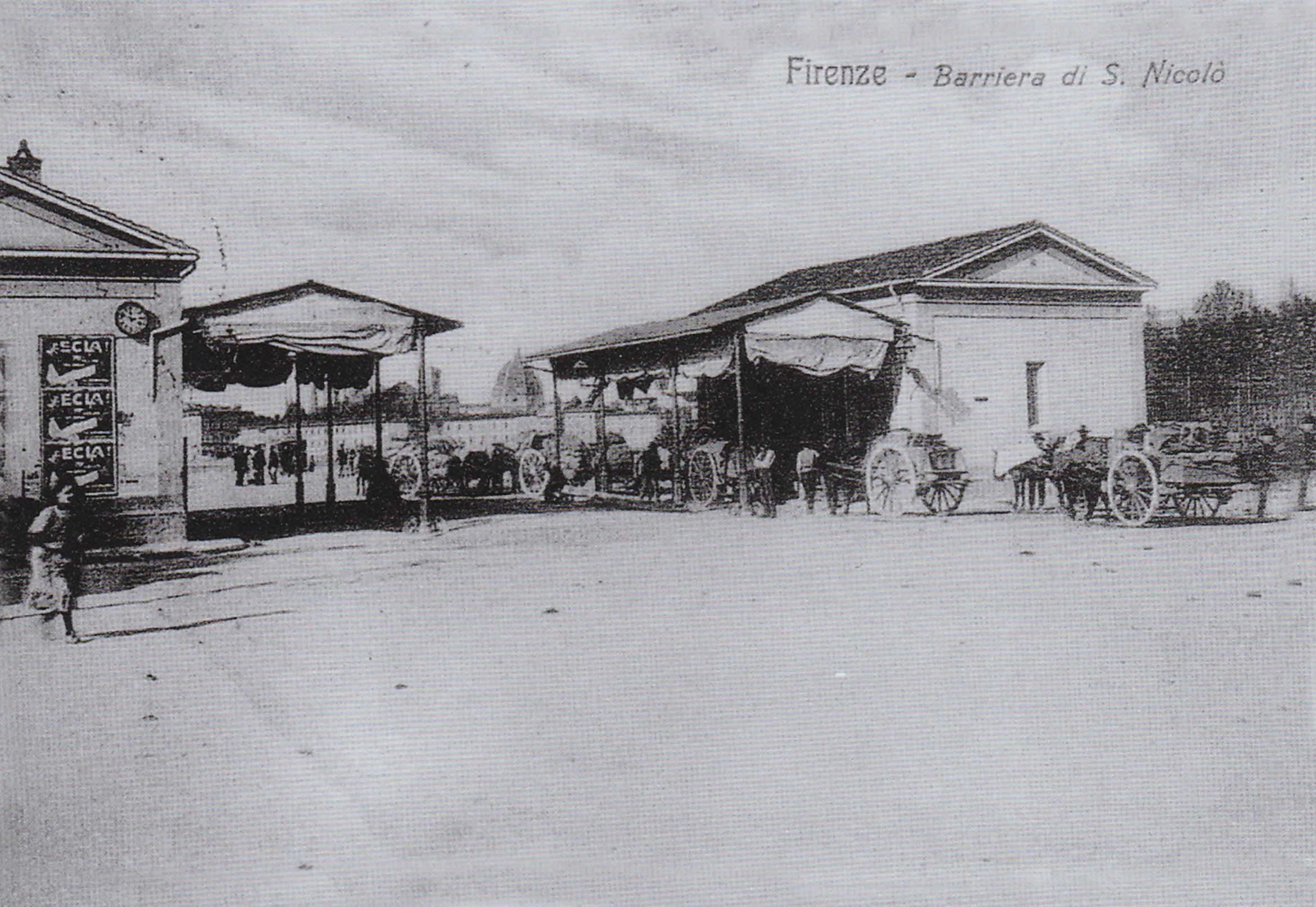
La Barriera di San Niccolò

Secondo il verbale di collaudo del 20 maggio 1892, la tranvia del Chianti da Firenze a Greve in Chianti transitava per 6887 m su strade comunali, per 23594 m su strade provinciali e per 5766 m in sede propria; la diramazione per San Casciano in Val di Pesa transitava per 3388 m su strade provinciali e per 1002 m in sede propria con una pendenza contenuta sempre entro il 60 per mille.
Il capolinea principale era in piazza Beccaria, allora conosciuta come porta alla Croce, dove non esisteva una vera e propria stazione, tanto che i convogli sostavano al centro della piazza; sempre da piazza Beccaria iniziava la diramazione per la stazione ferroviaria del Campo di Marte ad uso esclusivo dei convogli merci, mentre i passeggeri dovevano compiere il tragitto a piedi.
Lasciato il capolinea principale il tram entrava nell'allora viale Duca di Genova (poi viale Giovanni Amendola), popolarmente chiamato i "Pratoni della Zecca" (dove sorge l'Archivio di Stato), e si dirigeva verso l'Arno. La prima fermata era nell'allora piazza della Zecca Vecchia (la zona compresa tra piazza Piave e lungarno Pecori-Giraldi) da cui ripartiva per poi attraversare il fiume sul nuovo ponte in ferro. Al posto del ponte sospeso di San Ferdinando, costruito nel 1837, ne venne realizzato in breve tempo uno in ferro capace di sostenere il peso del treno che venne intitolato a San Niccolò e venne collaudato l'8 luglio 1890, con il simultaneo transito di due locomotive e due carrozze spinte alla velocità di 20 km/h. Superato il fiume, nell'attuale piazza Francesco Ferrucci si trovava una grande barriera daziaria: la Barriera di San Niccolò, che il tram superava sulla destra attraverso un valico fatto nella cinta muraria.
Da qui in poi il tram iniziava a percorrere il Viale dei Colli: viale Michelangelo fino al piazzale omonimo, poi per il viale Galileo fino al piazzale Galileo, nei cui pressi si trovava il giardino del Tivoli; dal piazzale Galileo il tram svoltava a sinistra per viale Torricelli fino all'incrocio col viale del Poggio Imperiale, dove si ricongiungeva con il tronco iniziato al piazzale di porta Romana (secondo capolinea fiorentino), che transitava appunto per il ripido viale del Poggio Imperiale.
Dopo l'incrocio il tram percorreva via del Gelsomino, una via costruita appositamente per il servizio tranviario, dove era situata la stazione tranviaria omonima. La stazione del Gelsomino comprendeva oltre al fabbricato viaggiatori, anche un vasto piazzale, l'officina per le riparazioni e il magazzino ricambi. Dopo l'elettrificazione della linea la stazione del Gelsomino venne dismessa e il magazzino divenne un deposito per i mezzi elettrici.
La linea proseguiva poi lungo la via Romana, attuale via Senese, attraversando il borgo delle Due Strade fino al bivio con via di Malavolta dove era il confine con l'allora comune del Galluzzo e dove si trovava un'altra barriera daziaria; superata la barriera il tram proseguiva per la stessa via Senese attraversando l'abitato del Galluzzo, sfiorando la Certosa, attraversando l'abitato de I Bottai e il bivio per Le Rose, dopodiché entrava nell'abitato di Tavarnuzze dove si trovava un'altra stazione, il cui edificio è ancora esistente (come anche quello del Gelsomino), anche se inizialmente la fermata era situata presso il margine nord dell'abitato. L'edificio della stazione di Tavarnuzze si trova nella piazza principale del paese ed era un tempo dotato di un vasto piazzale, di un pozzo per il rifornimento dell'acqua alle locomotive e di un deposito di carbone. Superato l'abitato di Tavarnuzze i convogli passavano in località Mulino del Diavolo, poi in località ponte degli Scopeti per poi lanciarsi nella piana formata dal fiume Greve (la zona dell'attuale cimitero degli americani) fino alla stretta gola di Bifonica e poco dopo raggiungevano l'abitato dei Falciani, dove aveva sede una stazione dotata di deposito di materiali e dove era posta una biforcazione: rimanendo sul binario principale andavano a Greve in Chianti mentre con l'altro andavano a San Casciano in Val di Pesa lungo un percorso caratterizzato da un accentuato dislivello.
La linea per Greve, superato il ponte di Cappello, transitava per il borgo del Ferrone, dove si trovavano altri depositi per il materiale di ricambio e per le minuterie dell'armamento, poi toccava l'abitato del Gabbiano, dove si trovava un'altra piccola stazione e attraversava il ponte di Gabbiano (conosciuto all'epoca anche come ponte di Sant'Angelo). Proseguendo incontrava l'abitato del Passo dei Pecorai, poi toccava l'insediamento industriale di Testi, allacciato alla linea con alcuni binari; superata Testi la linea entrava in un lungo tratto in sede propria, che lambiva il colle di Vicchiomaggio e che dava alla linea tranviaria l'aspetto di una vera e propria linea ferroviaria, fino al ponte di Greti. Da Greti in poco tempo il tram raggiungeva Greve in Chianti dove, all'altezza dell'odierna piazza Trento, si trovava la stazione più importante. La stazione di Greve comprendeva il fabbricato viaggiatori, un vasto fascio di binari, e un grande deposito per il materiale rotabile e per le merci. Una volta giunto a Greve il personale viaggiante per pernottare si rivolgeva a una signora del paese che affittava le camere e con la quale la società esercente aveva stipulato una convenzione.

#### Tracciato per il servizio merci

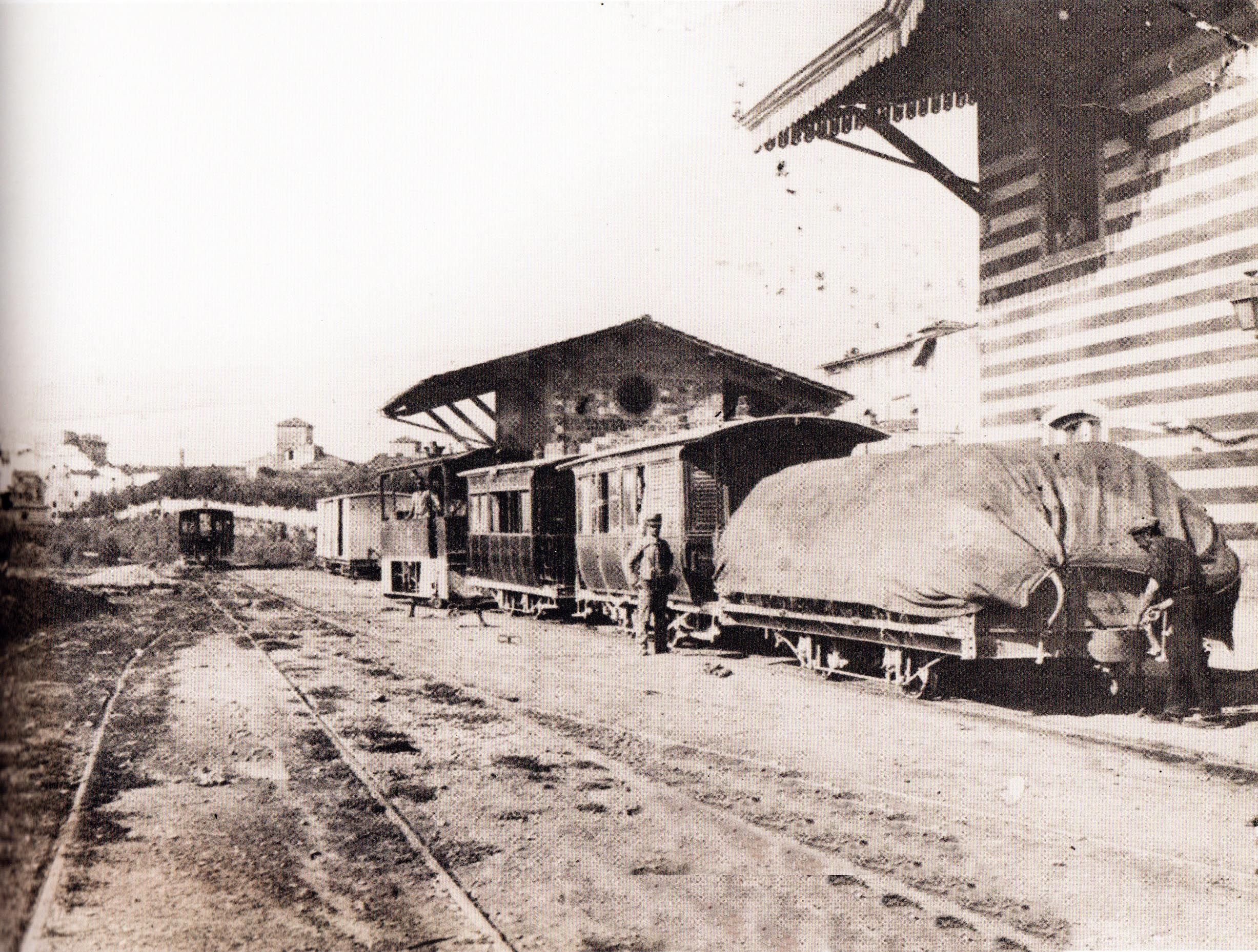
Treno misto in sosta nella stazione di San Casciano in Val di Pesa (1914)

Su tutta la linea veniva effettuato il servizio merci.
In occasione della costruzione del binario si volle sfruttare l'occasione per collegare, ad esclusivo uso per il trasporto merci, la stazione tranviaria di Porta alla Croce con lo scalo merci della stazione ferroviaria di Porta alla Croce in uso alle Strade Ferrate Romane e in seguito alla Rete Adriatica. Ma la realizzazione di questi pochi metri di binario scatenò una lunghissima diatriba tra il comune fiorentino e la società concessionaria del tram: il progetto approvato prevedeva che da piazza Beccaria il tracciato svoltasse in via Scialoia e una volta superata la ferrovia mediante un sottopassaggio si concludesse nello scalo ferroviario di Porta alla Croce. Nello stesso periodo però le Ferrovie Romane avevano deciso il trasferimento della ferrovia più a monte, nell'area della stazione di Firenze Campo di Marte; così i gestori della tranvia chiesero al comune di poter modificare il loro progetto e ne presentarono uno di massima. La variante presentata prevedeva la realizzazione, al posto del sottopassaggio ferroviario, di un binario provvisorio che doveva essere impiantato lungo viale Principe Eugenio e che svoltando a destra raggiungeva la stazione in smantellamento. Il comune di Firenze non capì il progetto e accusò la società esercente di volere risparmiare per evitare la costruzione del sottopassaggio. Ne nacque una lunga contesa che si concluse solo il 17 luglio 1891, quando venne autorizzata la costruzione del braccio provvisorio. Quando fu inaugurata la stazione di Campo di Marte, il servizio tranviario era stato intanto elettrificato e i binari percorrevano viale Principe Eugenio, piazza Donatello, via degli Artisti, il cavalcavia della Piazzola, il viale Militare (poi viale dei Mille) e via del Pratellino.
Grazie alla congiunzione della linea tranviaria con lo scalo merci del Campo di Marte, lungo tutta la linea vennero realizzati dei raccordi ad uso degli opifici della zona. Un primo raccordo si trovava al Gelsomino ad uso della "Fabbrica Meccanica di Botti" per il quale era stata presentata domanda al comune di Firenze il 5 maggio 1891; un'altra autorizzazione il comune la concesse allo "Stabilimento Vinicolo" della stessa località. Un altro raccordo si trovava in località Molino del Diavolo ad uso delle cave di pietra serena di Poggio ai Grilli; cave all'epoca attivissime, tanto che il tram oltre alla fermata per gli abitanti della località ne effettuava un'altra ad uso esclusivo degli operai della cava stessa. Per il cementificio di Testi la linea effettuava un notevole movimento merci, quantificabile in una media di 10 carri al giorno, ma quando il cementificio cominciò a usare dei camion di sua proprietà per il trasporto merci, la tranvia subì un danno economico ingente.
Altri raccordi si trovavano ai Bottai per la fornace Siligardi e a Greti, dove il servizio era svolto anche a carri interi ad uso della distilleria Caldini-Bandinelli e del mulino Caldini. Per le fornaci di cotto del Ferrone furono realizzati uno scambio e un binario di raccordo dove poteva essere lasciato in sosta un carro sia per le fornaci che per il mulino ivi esistente; nella stessa località la società esercente aveva stipulato una convenzione col signor Luigi Lombardini, gestore di una bottega di alimentari con forno chiamata "Bottega della Tranvia", nella quale era stato installato un telefono ad uso esclusivo del personale in servizio e collegato con Greve, San Casciano e Firenze.

### L'armamento
L'armamento della linea venne realizzato con rotaie Vignoles in acciaio del peso di 24 chilogrammi al metro con 11 traverse e rotaie da 9 m e con uno scartamento di 1445 mm. Queste rotaie erano diverse da quelle previste nel contratto (25 kg/m) ma si preferì optare per quelle meno pesanti in quanto più facilmente reperibili sul mercato. Per diminuire la resistenza di attrito le curve furono realizzate con un raggio minimo di 50 m, il che impose talvolta di uscire dal percorso stradale per correre in sede propria.

## Materiale rotabile

### Materiale trazione

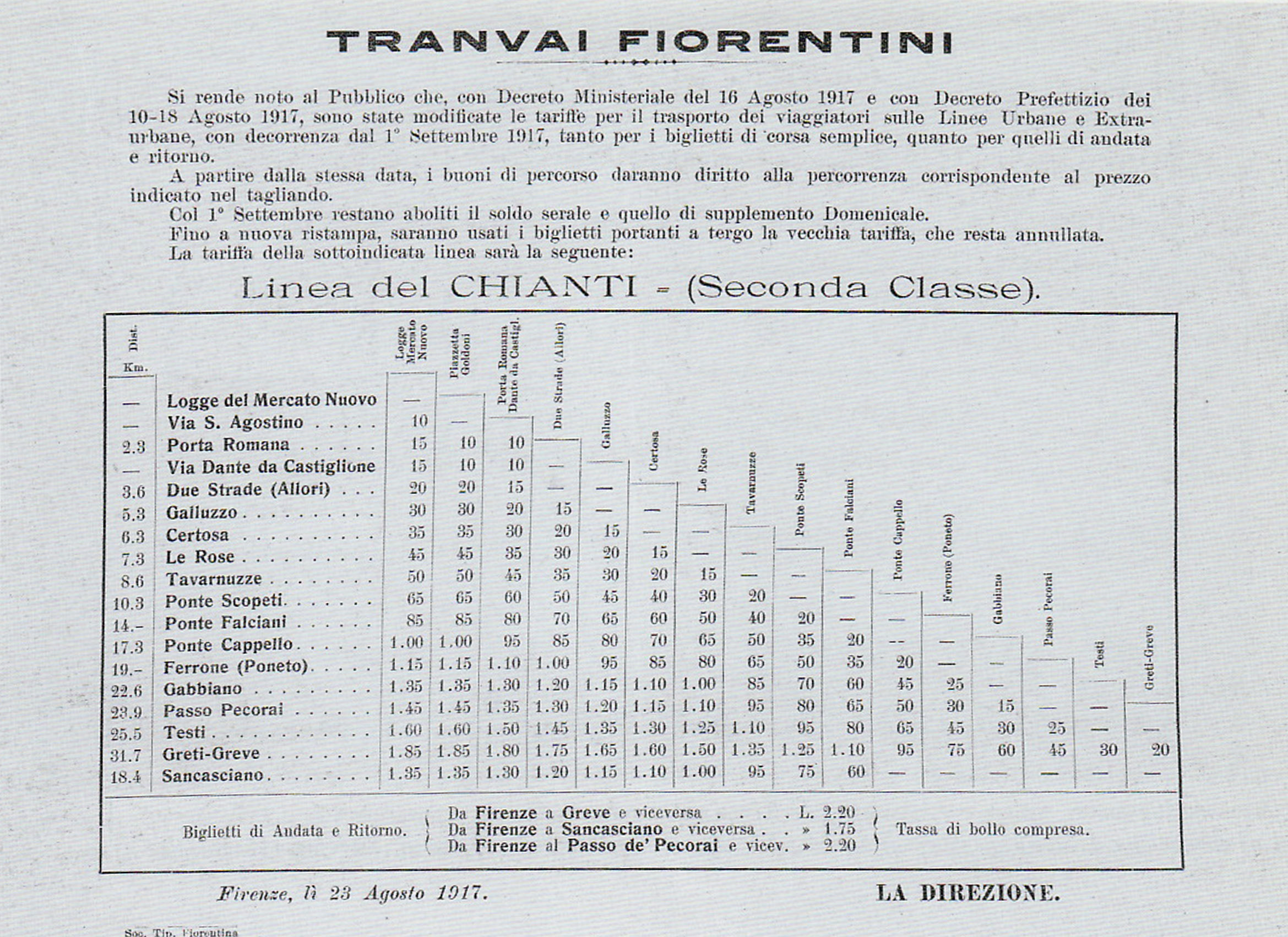
Tariffe della 2ª classe in vigore nel 1917

La diramazione per San Casciano percorreva un tratto in forte pendenza e perciò sulla linea del Chianti furono usate le locomotive più potenti tra quelle in uso nell'area fiorentina.
I mezzi furono costruiti dalla Società Krauss &C. di Monaco di Baviera e tre di essi, denominati Pier Vettori, Passignano e Niccolò da Uzzano, risalivano al 1889 ed erano a tre assi per una potenza di 89 kW (120CV). Sempre al 1889 risalivano altre sei locomotive ancora a tre assi ma con una potenza di 74 kW (100CV) ed erano denominate Acciaioli, Accursio, Buondelmonti, Giovanni da Verrazzano, Machiavelli e Greve (quest'ultima costruita nel 1893). Una sola era a due assi: la Vittoria, costruita nel 1888 aveva una potenza di soli 44 kW (60CV): Quest'ultima locomotiva era denominata "la Gloriosa" perché fu la prima ad entrare in servizio e fu anche la locomotiva che il 1º agosto 1935 trainò l'ultimo convoglio da San Casciano a Firenze. Nonostante il percorso accidentato e, nel tratto Falciani-San Casciano anche con dislivelli notevoli, tutte le locomotive dettero sempre buona prova di sé con l'unico difetto di subire una consistente diminuzione di velocità.
La velocità molto raramente riusciva a raggiungere i 20 km/h, più spesso la velocità massima in pianura era di 18 km/h ma nel tratto Ponte dei Falciani-San Casciano scendeva a 12 km/h e nel tratto dalla Barriera di San Niccolò a tutto il viale dei Colli scendeva fino ai 7 km/h. Con queste velocità i convogli percorrevano il tratto Firenze-Greve in Chianti in circa 2 ore mentre fino a San Casciano impiegavano in media 1 ora e 23 minuti.
Dopo la soppressione della tranvia di Poggio a Caiano sulla linea del Chianti vennero usate altre quattro locomotive sempre della Krauss da 44 kW provenienti da quella linea; una di esse peraltro, la n. 22, prestò prima servizio per alcuni anni presso la tranvia Napoli-Caivano.
| Numero di servizio | Denominazione          | Potenza | Assi | Interasse (mm) | Peso  | Forza traente | Velocità massima (km/h) | Anno di costruzione | Numero di serie |
| ------------------ | ---------------------- | ------- | ---- | -------------- | ----- | ------------- | ----------------------- | ------------------- | --------------- |
| N. 1               | Niccolò da Uzzano      | 120 CV  | 3    | 2000           | 18070 | 2700          | 30 km/h                 | 1889                | 2208            |
| N. 2               | Passignano             | 120 CV  | 3    | 2000           | 18070 | 2700          | 30 km/h                 | 1889                | 2207            |
| N. 3               | Pier Vettori           | 120 CV  | 3    | 2000           | 18070 | 2700          | 30 km/h                 | 1889                | 2206            |
| N. 4               | Giovanni da Verrazzano | 100 CV  | 3    | 2000           | 16100 | 2138          | 25 km/h                 | 1889                | 2205            |
| N. 5               | Accursio               | 100 CV  | 3    | 2000           | 16100 | 2138          | 25 km/h                 | 1889                | 2204            |
| N. 6               | Machiavelli            | 100 CV  | 3    | 2000           | 16100 | 2138          | 25 km/h                 | 1889                | 2203            |
| N. 7               | Acciaioli              | 100 CV  | 3    | 2000           | 16100 | 2138          | 25 km/h                 | 1889                | 2202            |
| N. 8               | Buondelmonti           | 100 CV  | 3    | 2000           | 16100 | 2138          | 25 km/h                 | 1889                | 2201            |
| N. 9               | Vittoria               | 60 CV   | 2    | 1600           | 10775 | 1420          | 25 km/h                 | 1888                | 1652            |
| N. 10              | Greve                  | 100 CV  | 3    | 2000           | 16100 | 2138          | 25 km/h                 | 1893                | 2893            |
| N. 18              |                        | 60 CV   | 2    | 1600           | 10775 | 1420          | 25 km/h                 | 1883                | [ 66 ]          |
| N. 20              |                        | 60 CV   | 2    | 1600           | 10775 | 1420          | 25 km/h                 | 1881                | [ 66 ]          |
| N. 21              |                        | 60 CV   | 2    | 1600           | 10775 | 1420          | 25 km/h                 | 1883                | [ 66 ]          |
| N. 22              |                        | 60 CV   | 2    | 1600           | 10775 | 1420          | 20 km/h                 | 1881                | [ 66 ]          |

### Materiale rimorchiato
Da Firenze a Greve-San Casciano correvano mediamente 28 corse, mentre nel tratto opposto le corse erano 24 ma in genere c'erano molte corse supplementari che facevano capolinea a Tavarnuzze. Le corse erano in numero minore verso Firenze perché i convogli erano formati da un numero maggiore di carrozze. In direzione Greve i convogli erano generalmente composti da sei carrozze mentre per San Casciano solo da tre.
Le vetture erano concepite per 70 viaggiatori e furono costruite dalle Officine Grondona di Milano. Erano a due assi con terrazzini aperti alle estremità. Il loro peso era intorno alle 5 t. Le diverse classi erano facilmente distinguibili dal diverso colore delle carrozze: la prima classe era di colore rosso, la seconda era verde, mentre la classe mista era bicolore. Le carrozze di prima classe erano riscaldate grazie all'uso di contenitori di zinco, riempiti di acqua calda prelevata dalla locomotiva, posizionati sotto i piedi dei viaggiatori.
I carri merci erano del tipo aperto o chiuso ed erano a 4 ruote su due assi e pesavano circa 6 t.

### Personale
| Qualifica               | Stipendio in lire al 1º gennaio 1919 |
| ----------------------- | ------------------------------------ |
| Capi controllo          | 19,24                                |
| Macchinisti             | 19,22                                |
| Controllori             | 17,83                                |
| Fuochisti abilitati     | 17,68                                |
| Capitreno               | 16,29                                |
| Fuochisti non abilitati | 15,88                                |
| Frenatori               | 15,12                                |
| Fattorini               | 15,01                                |
| Cantonieri              | 14,52                                |

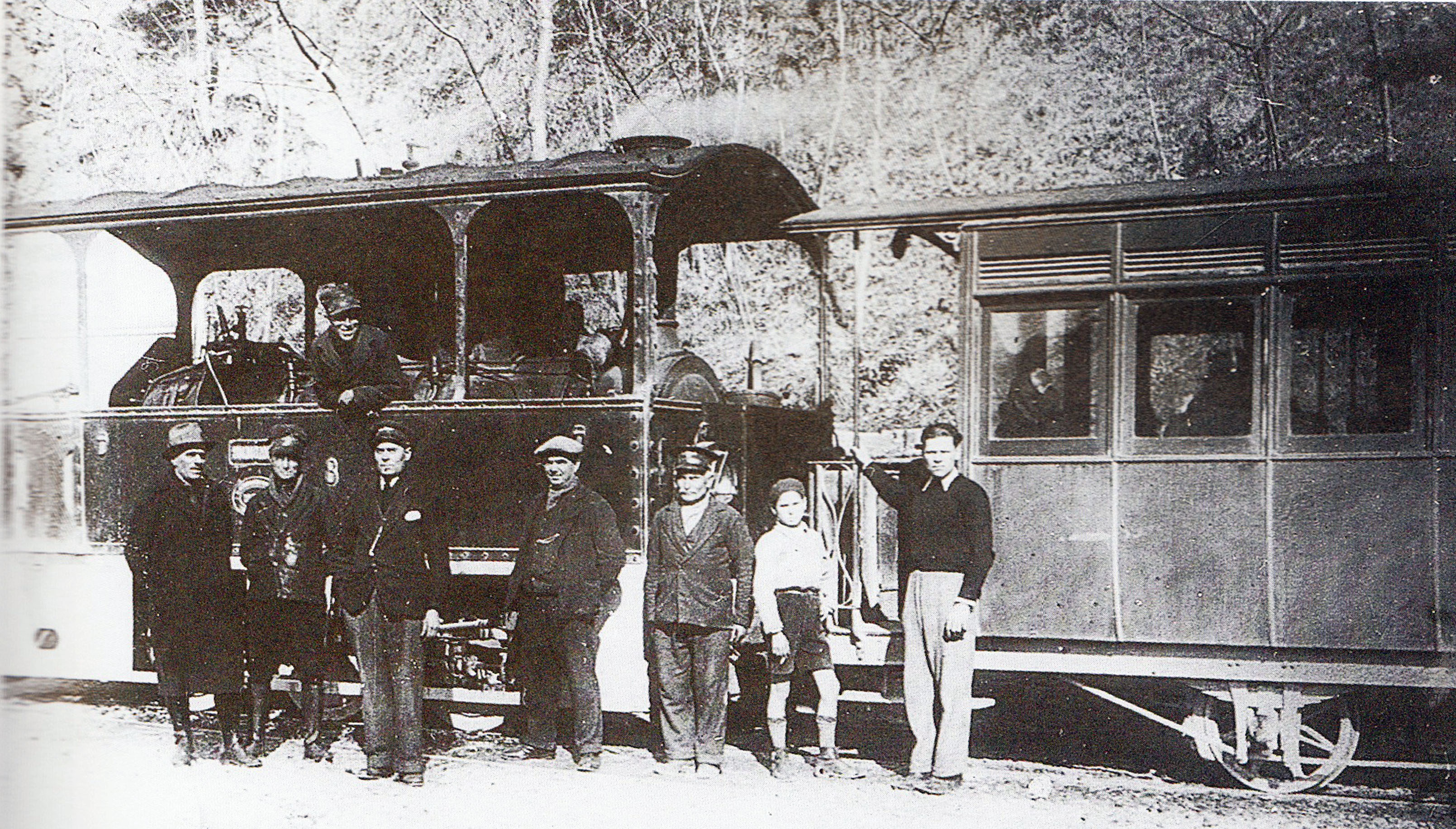
Il personale del tram con la locomotiva n. 8 "Buondelmonti"

Al personale in servizio sulla tranvia erano imposte regole ferree sia per quanto riguardava le divise, che dovevano essere sempre impeccabili, sia per il comportamento, che doveva essere sempre corretto e decoroso. Gli stipendi per quei tempi erano piuttosto alti e la differenza di retribuzione tra le varie mansioni non superava il 25%. Fino al 1º gennaio 1919 quelli che guadagnarono di più furono i macchinisti seguiti dai capicontrollo; da quella data in poi i capicontrollo superarono i macchinisti di due centesimi di lira.

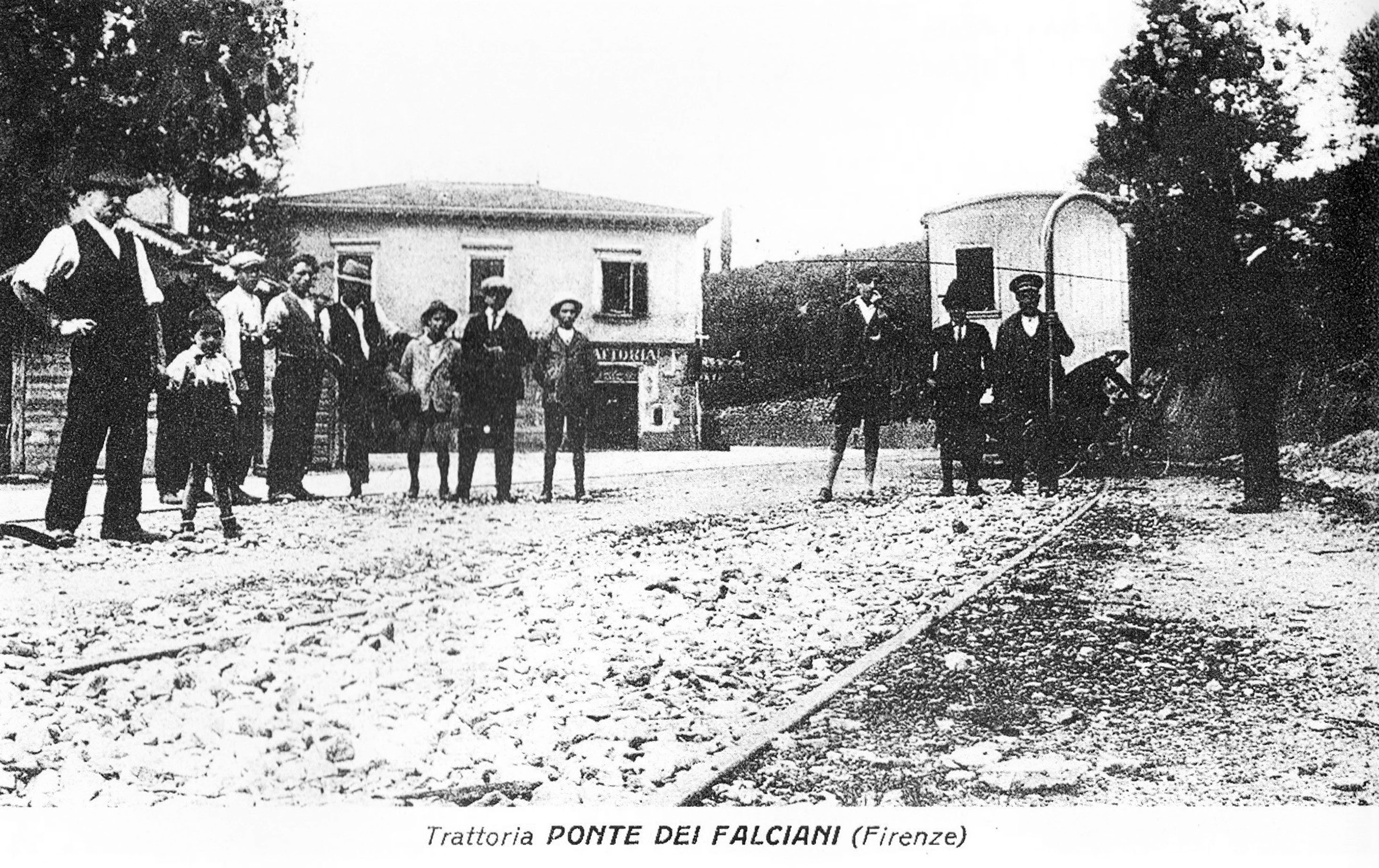
Personale della tranvia in posa davanti alla stazione di Falciani (il signore appoggiato al rifornitore dell'acqua è Furbino)

Tra le varie mansioni è da ricordare quella dei fuochisti abilitati che generalmente erano gli aiutanti del macchinista ma in caso di bisogno avevano l'abilitazione alla guida del locomotore. I fuochisti non abilitati, oltre alla loro mansione, erano obbligati a saper far uso del freno e dei segnali di chiamata freno e di pericolo. I convogli delle linee fiorentine non hanno mai avuto il freno continuo così il compito di frenare toccava al macchinista insieme ai vari frenatori disposti uno per veicolo con la mansione di fattorino-frenatore. Sull'ultima carrozza di ogni convoglio si trovava il capotreno.
Il personale si rese protagonista di numerosi episodi rimasti nella memoria, primo su tutti il comportamento tenuto dal macchinista Testi in occasione dell'incidente del 1907. Ma sono rimasti anche ricordi più leggeri. Uno dei personaggi più curiosi era l'agente ausiliario che svolgeva il suo servizio presso la stazione del Gelsomino; era un uomo di carattere mite e bonaccione e, forse per questo, gli venne affibbiato il soprannome di Furbino e spesso era oggetto di burle; si racconta che avesse l'abitudine di accendere il fuoco per riscaldarsi e questa era un'operazione non consentita dal regolamento, ma conosciuta dai colleghi i quali un giorno lo chiamarono al telefono, novità del tempo, e gli dissero: «Ma cosa fai! Dai fuoco a tutto? Il fumo arriva fino a qui!». Il mite Furbino si impaurì e pensò che il fumo si trasmettesse via telefono e andò immediatamente a spegnere il fuoco e non lo riaccese mai più.
Il personale della tranvia del Chianti, ma anche delle altre linee tranviarie, esprimeva al meglio il caustico stile fiorentino tanto che vennero ribattezzati quelli di' tranvai. Tra le loro imprese, rimaste nella memoria degli addetti al servizio, si ricordano:
- il fattorino che quando faceva buio faceva finta di impiccarsi con la tracolla della borsa suscitando lo spavento dei viaggiatori[72];
- un altro pretendeva l'intervento di un agente di polizia o di un carabiniere, se presenti a bordo della vettura, per «arrestare quell'ondata di caldo[73]»;
- l'autista detto il Pazzo volante, che percorreva la discesa del Poggio Imperiale a sette tacche, ovvero a tutta velocità, e regolarmente deragliava nel piazzale di Porta Romana[73].

## La Tranvia nella letteratura

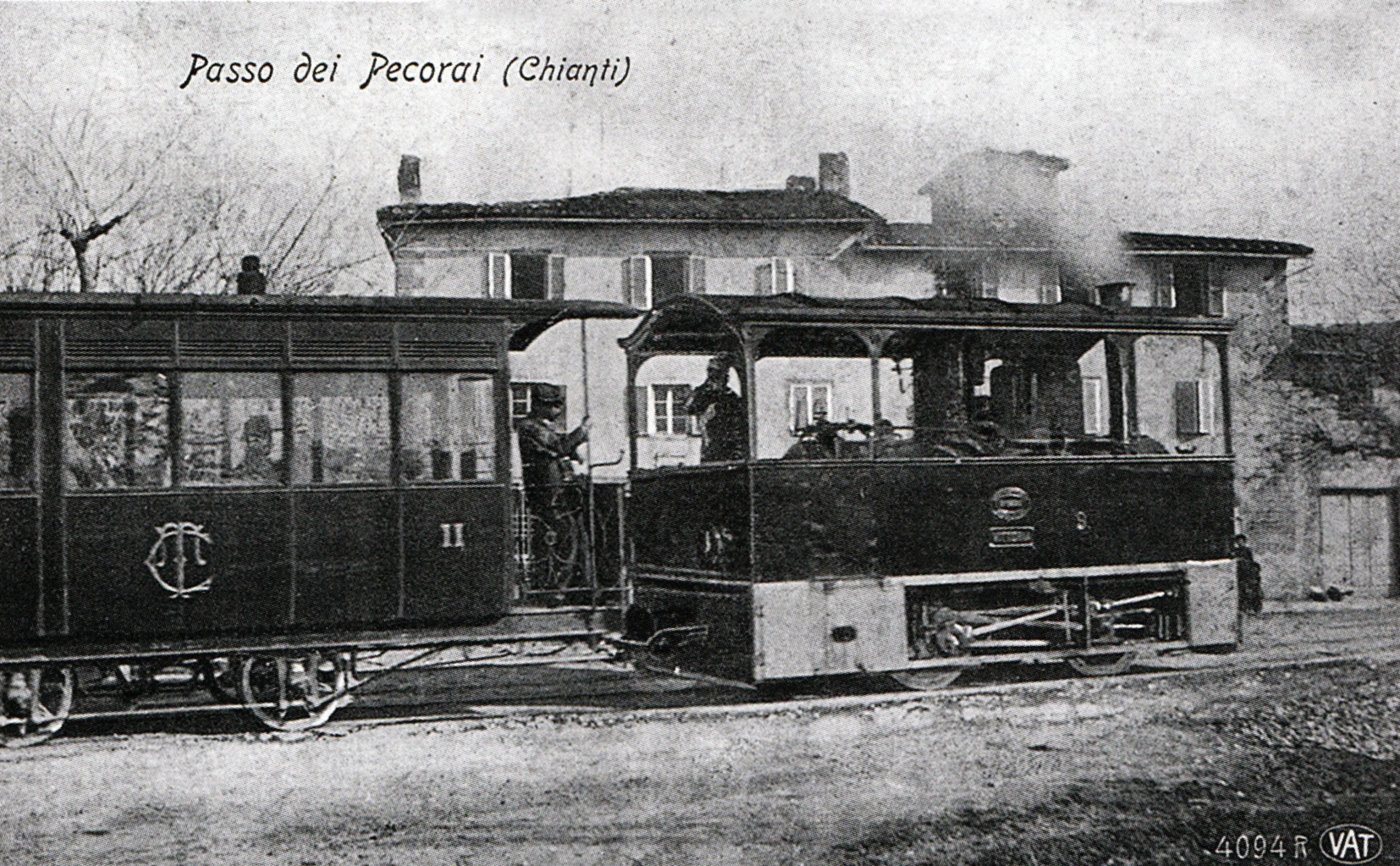
Convoglio condotto dalla locomotiva n. 9 "Vittoria" in transito presso il Passo dei Pecorai

Della tranvia rimangono testimonianze anche nella letteratura dell'epoca grazie alla presenza, a Greve in Chianti, di due personaggi di spicco: Domenico Giuliotti e Bino Sanminiatelli. Domenico Giuliotti risiedeva proprio nel borgo di Greve e per venirlo a trovare, numerosi suoi amici usarono e descrissero il tram; tra questi sono da ricordare Giovanni Papini, Nicola Lisi, Bruno Cicognani, Ferdinando Paolieri, Ardengo Soffici e Raffaello Romanelli. Giovanni Papini fu l'amico che più frequentò Giuliotti e descrisse la tranvia del Chianti in alcune pagine de "Gli operai della vigna" del 1929 dove raccontò il suo primo viaggio sul trenino; anche la figlia di Papini, Viola Paszkowski descrisse il trenino nel suo libro del 1956 intitolato La bambina guardava. Nicola Lisi parlò del tram nel Ragguaglio dell'attività letteraria dei cattolici del 1935 quando descrisse il suo viaggio sul trenino per andare a trovare Giuliotti nella sua casa definita la spelonca dell'omo selvatico.
Ferdinando Paolieri parlò del tram nelle sue Novelle toscane del 1914 nel racconto Il fico, racconto che si apre con una descrizione della stazione di San Casciano. Tra gli scrittori sancascianesi che parlarono della tranvia ci fu Pasquale Bellini, che nel suo Un uomo si confessa (1962) rievocò la sua giovinezza e parlò della vita della stazione sancascianese, ed anche don Tebaldo Pellizzari, un presbitero amico di Giuliotti e Papini e collaboratore del periodico Il Frontespizio.
Ma la più commovente e magistrale descrizione del tram chiantigiano spettò a Domenico Giuliotti che in occasione della soppressione del servizio nel 1935 scrisse su La Nazione un elogio funebre di stampo sentimental-grottesco intitolato Panegirico di mangiacarbone a cui fece seguito, nel 1937, un secondo racconto intitolato Ma non era morto pubblicato nell'opera Racconti rossi e neri, edito da Vallecchi.

### Letteratura
- Società Anonima "Les Tramways Florentins", Regolamento di servizio, Firenze, Stabilimento Pellas, 1886, ISBN non esistente.
- Giuseppe Poggi, Sul progetto di tramvia del Chianti pel Viale dei Colli, Firenze, Barbera, 1888, ISBN non esistente.
- Amerigo Raddi, Il servizio del tramvia di Firenze e il suo ordinamento, Firenze, Tipografia Campolmi, 1896, ISBN non esistente.
- Francesco Ogliari e Franco Sapi, Storia dei trasporti italiani - Segmenti di lavoro. Volume XI, XII, XIII, Milano, Cavallotti, 1971, ISBN non esistente.
- Nicola Cefaratti e Moroello Malaspina, 1865-1985 Centoventi anni di trasporti pubblici a Firenze., Cortona, Calosci editore, 1987, ISBN 88-7785-002-7.
- Fulvio Conti e Gianluca Corradi, Cavalli e motori: oltre cento anni di trasporto pubblico a Firenze nelle immagini Alinari, Firenze, edizioni Alinari, 1996, ISBN 88-7292-182-1.
- Angelo Uleri, Le tranvie a vapore della Toscana, Alinea editrice, 1999, ISBN 88-8125-356-9.
- Carlo Baldini e Angiolo Calamandrei, Col trenino del Chianti da Firenze a Greve in Chianti e San Casciano Val di Pesa 1889-1935, Greve in Chianti, edito a cura del comune di Greve in Chianti, 2003, ISBN non esistente.
- Otello Pampaloni, Il Trenino del Chianti, San Casciano in Val di Pesa, edito a cura del gruppo culturale La Porticciola, 2003, ISBN non esistente.
- Fabrizio Pettinelli, Firenze in tranvai. Breve cronistoria del trasporto pubblico, Firenze, AIDA editore, 2008, ISBN 88-8329-066-6.

### Giornali e periodici
- "Il Chianti", anni 1890-1937.
- La Nazione, anni 1887-1935.